# Церковь саентологии
Це́рковь саентоло́гии (часто также Сайентологи́ческая це́рковь, Саентологи́ческая це́рковь; англ. Church of Scientology) — официальное название последователей нового религиозного движения саентологии.
Церковь саентологии была основана американским писателем-фантастом Лафайетом Рональдом Хаббардом 18 февраля 1954 года в Лос-Анджелесе. Имеет 13 тысяч сотрудников в 107 странах.
Правовой статус Церкви саентологии в разных странах различен. В ряде стран она освобождена от налогообложения как некоммерческая организация (например, в Англии, Австрии, Новой Зеландии, ЮАР). Некоторые другие страны (например, США, Испания, Португалия и Австралия) признают статус саентологии как религии. В некоторых регионах (например, в Ирландии и некоторых землях Германии) ей отказали в освобождении от налогов или не приняли в качестве легитимного религиозного объединения.
Каждая Церковь саентологии зарегистрирована как независимое юридическое лицо и имеет свой собственный совет директоров и руководителей, ответственных за деятельность и благосостояние отдельно взятой организации. Международная церковь саентологии находится на самом верху структуры организации и несёт ответственность за общее духовное руководство и распространение саентологии.
В России 7 наименований саентологических материалов включены в Федеральный список экстремистских материалов, а другие 29 наименований исключены из этого списка. Также по решению судов были ликвидированы «Саентологическая церковь Москвы» и «Саентологический центр Санкт-Петербурга». Ликвидация Саентологической церкви Москвы и признание саентологических материалов экстремистскими обжалованы в ЕСПЧ. 30 августа 2017 года Европейский суд коммуницировал жалобы властям России. Другие саентологические религиозные объединения легально функционируют в рамках Федерального закона «О свободе совести и религиозных объединениях», который позволяет действовать без государственной регистрации в форме религиозных групп.
В Латвии запрещено распространение саентологического пособия «Дорога к счастью» Хаббарда в школах.

## Происхождение названия

Символ Церкви саентологии — восьмиконечный крест. Он символизирует восемь стремлений к выживанию (динамик). Церковь саентологии никогда не называла себя разновидностью христианской церкви, но имеет некоторые внешне сходные атрибуты, в частности, этот крест

Слово «саентология» является производным от лат. scio — знание и греч. λόγος — слово, учение.
Для саентологов слово «церковь» в их названии означает просто «религиозная организация», то есть община прихожан, участвующих в общей религиозной деятельности.

## Классификация саентологии
Церковь саентологии — официальное название движения последователей саентологии. Церковь саентологии (или саентологию) определяют как новое религиозное движение религиовед и философ Д. Н. Воропаев в Большой российской энциклопедии, религиовед Эмили Сьюзанн Кларк в «Оксфордской исследовательской энциклопедии религии», историк Мюррэй Рубинштейн в статье «Британской энциклопедии», религиоведы И. Я. Кантеров и Е. Г. Балагушкин, социолог Рой Уоллис и другие. Социологи религии Дэвид Бромли и Дуглас Коуэн отметили в 2006 году, что «большинство учёных пришли к выводу, что саентология относится к категории религий с академической точки зрения». Церковь сайентологии — одна из немногих религиозных организаций, которая не отрицает истинности иных религиозных воззрений.
Некоторыми российскими учёными и должностными лицами, занимающимися религиозными вопросами, саентология также длительное время признавалась религией. В частности, в справочнике «Религиозные объединения Российской Федерации» говорится: «Источниками вероучения являются работы основателя Церкви Л. Рона Хаббарда. Основным родом деятельности саентологических церквей и миссий, к которому относится и их культовая практика, является обучение саентологов и проведение одитинга (процедура общения, имеющая в саентологической Церкви статус религиозного обряда). В Церкви проходят воскресные службы, свадьбы, похороны, крещения и другие религиозные службы». На открытых воскресных службах читаются молитвы о духовной свободе и произносятся проповеди. Аналогичная позиция была высказана в справочниках «Новые религиозные культы, движения и организации в России» и «Религиозные объединения Московской области». Саентологическая церковь была отнесена к религиозным организациям, одитинг — к основным саентологическим таинствам, а источником финансового благополучия церкви указывалась плата за услуги, предоставляемые прихожанам. Даже те учёные, которые весьма критически относились к доктрине и практике новых религиозных движений (в том числе саентологии) отмечали, что «в целом установку на абсолютное неприятие новых религий можно рассматривать как вполне определённую церковно-догматическую, националистическую (шовинистическую) и политическую (монархическую) доктрину консервативной (точнее, реставрационной) направленности».
С другой стороны, ряд учёных указывает на трудности её классификации. Например, социологи Стивен Кент и Сьюзан Райне утверждают, что понять саентологию, дать ей определение или отнести её к какой-либо категории сложно и специалистам, и обычным людям. Религиовед Джон Гордон Мелтон в «Энциклопедии религии» издательства Gale описал её как духовное движение. Религиовед и социолог религии Л. С. Астахова пришла к выводу, что деятельность Церкви саентологии является социальной, а не религиозной, поскольку не нашла в её деятельности «направленности и ориентации на Божественное как объект, выполняющий функции Значимого Другого». Терминологию саентологии и то, как Церковь саентологии преподносит себя публике, некоторые интерпретируют как основание считать её разновидностью псевдонауки, которая находится в граничном положении между наукой и религией. И напротив, ряд религиоведов классифицирует саентологию как религию гностического типа; для таких религий характерно сопутствование научных, религиозных и философских утверждений. Немецкий религиовед Марко Френчковский, в частности, приводит в пример Христианскую науку, которая прямо называет себя «наукой», но «никто не отрицает, что это религиозное сообщество». Он и ряд других авторов поясняют, что в период 1950—1954 гг. взгляды основателя саентологии Хаббарда претерпели эволюцию, и он отмежевался от академической науки; например, цитируется высказывание Хаббарда: «Саентологию сегодня никак нельзя характеризовать как науку в том смысле, в котором науку понимает западный мир. Саентология продолжает традицию мудрости, относящейся к душе и к разгадке тайн жизни».

## История
Основная статья: История саентологии
Саентология была разработана Лафайетом Роном Хаббардом на основе предыдущего учения — дианетики. Первые итоги своих исследований он представил после Второй мировой войны в качестве рукописи «Первоначальные тезисы», собравшей среди его друзей положительные отклики. В 1950 году Хаббард опубликовал книгу «Дианетика: современная наука душевного здоровья», описывающую способы избавления от травм, препятствующих рациональному и продуктивному мышлению и поведению и быстро ставшую бестселлером «Нью-Йорк таймс». Изначально дианетика задумывалась как новая психотерапия, и не предполагалось, что она заложит основание для религии. Хаббард придал дианетике форму прикладной религиозной философии в сочетании с новейшими достижениями естествознания. Однако постепенно Хаббард пришёл к пониманию, что «я», духовная сущность человека, способна отделяться от тела и проживать жизнь за жизнью в разных телах (что сходно с идеей о реинкарнации в восточных религиях); это представление и легло в основу саентологии. Он придумал слово «саентология» в 1952 году, а в 1953—1954 годах начал основывать религиозные организации; первая Церковь саентологии была учреждена в Лос-Анджелесе в 1954 году. В 1955 году в Вашингтоне открылась Учредительная церковь саентологии, и Хаббард стал её исполнительным директором. В 1961 году было образовано уже семь церковных организаций и 22 миссии в разных странах. Хаббард оставался исполнительным директором Церкви саентологии до 1966 года; в 1966 году он сложил с себя эти полномочия и занялся дальнейшей разработкой саентологических принципов.
В начале 1980-х годов Церковь саентологии была реорганизована: была создана Международная церковь саентологии, которая координирует деятельность отдельно взятых саентологических организаций и способствует всемирному расширению движения, и Центр религиозной технологии, обладающий высшим авторитетом в вопросах саентологической доктрины. Также в начале 1980-х годов от Церкви саентологии откололась группа саентологов, которая называет себя «Свободная Зона»; её члены следуют некоторым из текстов Хаббарда, но помимо этого разрабатывают собственные принципы.
Хаббард ушёл из жизни 24 января 1986 года. Саентологи считают Хаббарда исключительным человеком, у которого нет преемника как у основателя учения. Дэвид Мицкевич, помощник Хаббарда и ключевая фигура в саентологии с середины 1970-х, остался фактическим лидером после смерти Хаббарда; его официальный титул — «председатель правления Центра религиозной технологии».
На данный момент Церковь саентологии действует в более чем 150 странах. В России саентологические религиозные объединения легально функционируют в рамках Федерального закона «О свободе совести и религиозных объединениях», который позволяет действовать без государственной регистрации в форме религиозных групп, при этом на протяжении уже более 10 лет ведутся различные проверки, экспертизы и судебные процессы.

## Основные организации

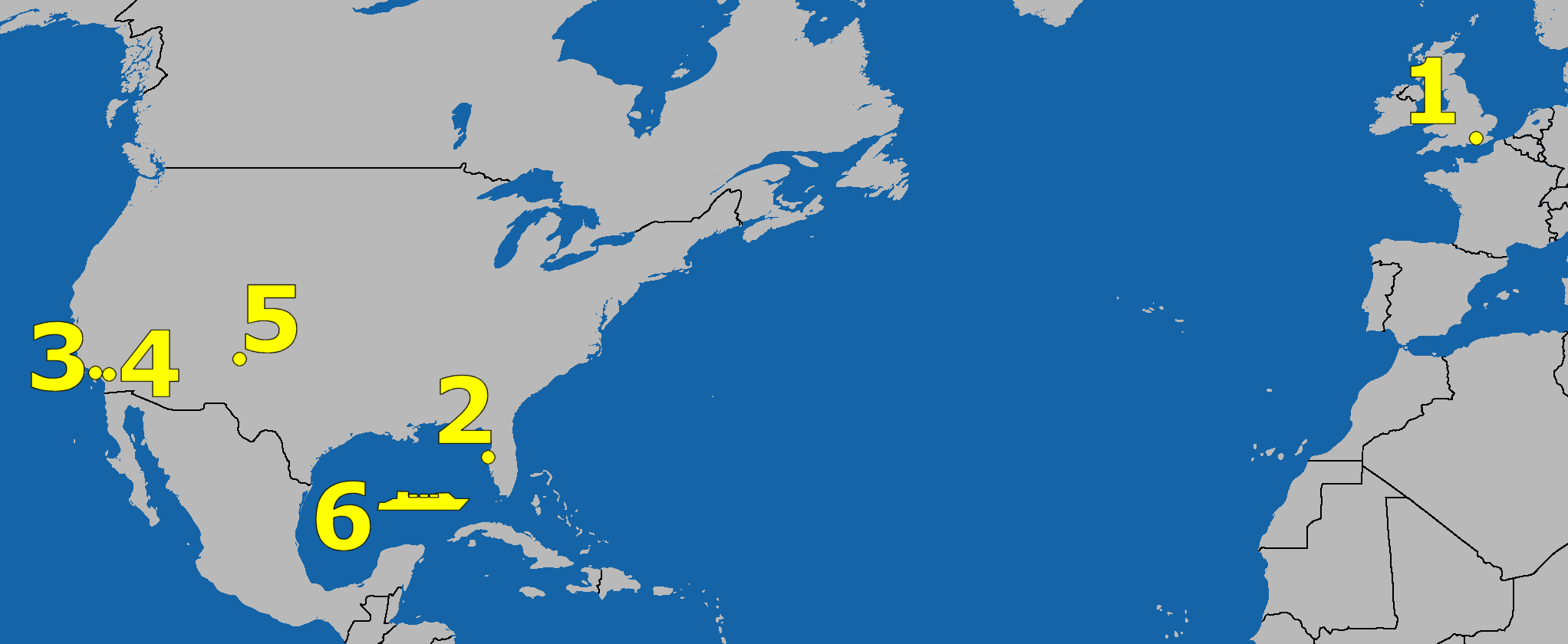
Важнейшие саентологические организации: 1. Усадьба Сент-Хилл; 2. Наземная база Флага; 3. Комплекс зданий в Лос-Анджелесе; 4. База «Голд»; 5. База в Трементине; 6. Флагманский корабль «Фривиндз»

### Международная церковь саентологии
Основная статья: Международная церковь саентологии
Расположена по адресу: 6331 Голливудский бульвар, Лос-Анджелес, Калифорния, США, в историческом здании под названием Guaranty Building. Считается «материнской церковью»; координирует всю деятельность более чем 3000 церквей, чтобы «обеспечить их расширение».

### Церковь духовной технологии

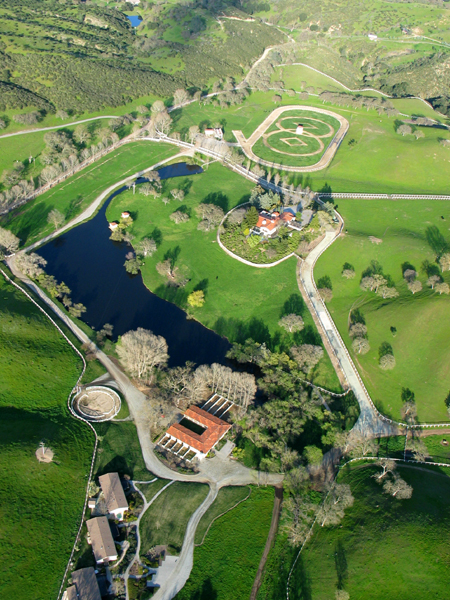
Ранчо в статистически обособленной местности Крестон (штат Калифорния), принадлежащее Церкви духовной технологии. На заднем плане отчётливо виден символ ЦДТ (внутри гоночного трека)

Основная статья: Церковь духовной технологии
Наиболее засекреченная организация в саентологии. Церковь духовной технологии (ЦДТ) — некоммерческая религиозная организация, основанная в 1982 году в Калифорнии с заявленной целью «сохранять работы Л. Рона Хаббарда в неизменности». Также известна как «Библиотека Л. Рона Хаббарда» (L. Ron Hubbard Library). Владеет всеми авторскими правами на саентологические материалы. ЦДТ предоставляет лицензию на использование интеллектуальной собственности Международной церкви саентологии, а Центр религиозной технологии, в свою очередь, контролирует правильное использование этой собственности.
Также ЦДТ занимается архивным проектом: работы Хаббарда переносят на пластины из нержавеющей стали и помещают в титановых капсулах в подземные хранилища, способные выдержать ядерный взрыв. Патент на конструкцию титановых капсул тоже принадлежит ЦДТ.
Репортёр портала «Бизнес инсайдер» Джейкоб Шэмсиан предполагает, что на одной из закрытых территорий, принадлежащих ЦДТ, находится Шелли Мицкевич (жена Дэвида Мицкевича), не появлявшаяся на публике с 2006 года.

### Усадьба Сент-Хилл
Основная статья: Усадьба Сент-Хилл
Вскоре после основания саентологии Хаббард переехал в Англию. В 1959 году он приобрёл усадьбу Сент-Хилл, расположенную в графстве Сассекс, недалеко от города Ист-Гринстед. За годы жизни в усадьбе Хаббард много путешествовал, читая лекции в Австралии, Южной Африке и США, а также работал над систематизацией теологии и практики саентологии.
В 1960-х и 1970-х годах Сент-Хилл являлся штаб-квартирой всей саентологической деятельности в мире. Хаббард провозгласил Сент-Хилл эталоном для саентологических организаций и выпустил приказ (действующий по сей день) для всех организаций мира: увеличить масштаб деятельности и достичь «размера Сент-Хилла».

### Наземная база Флага
Основная статья: отель «Форт Харрисон»
«Международная духовная штаб-квартира» Церкви, известная как Наземная база Флага, располагается в Клируотере, штат Флорида, США. Зарегистрирована как «Церковь саентологии „Обслуживающая организация Флага“» (Church of Scientology Flag Service Organization).

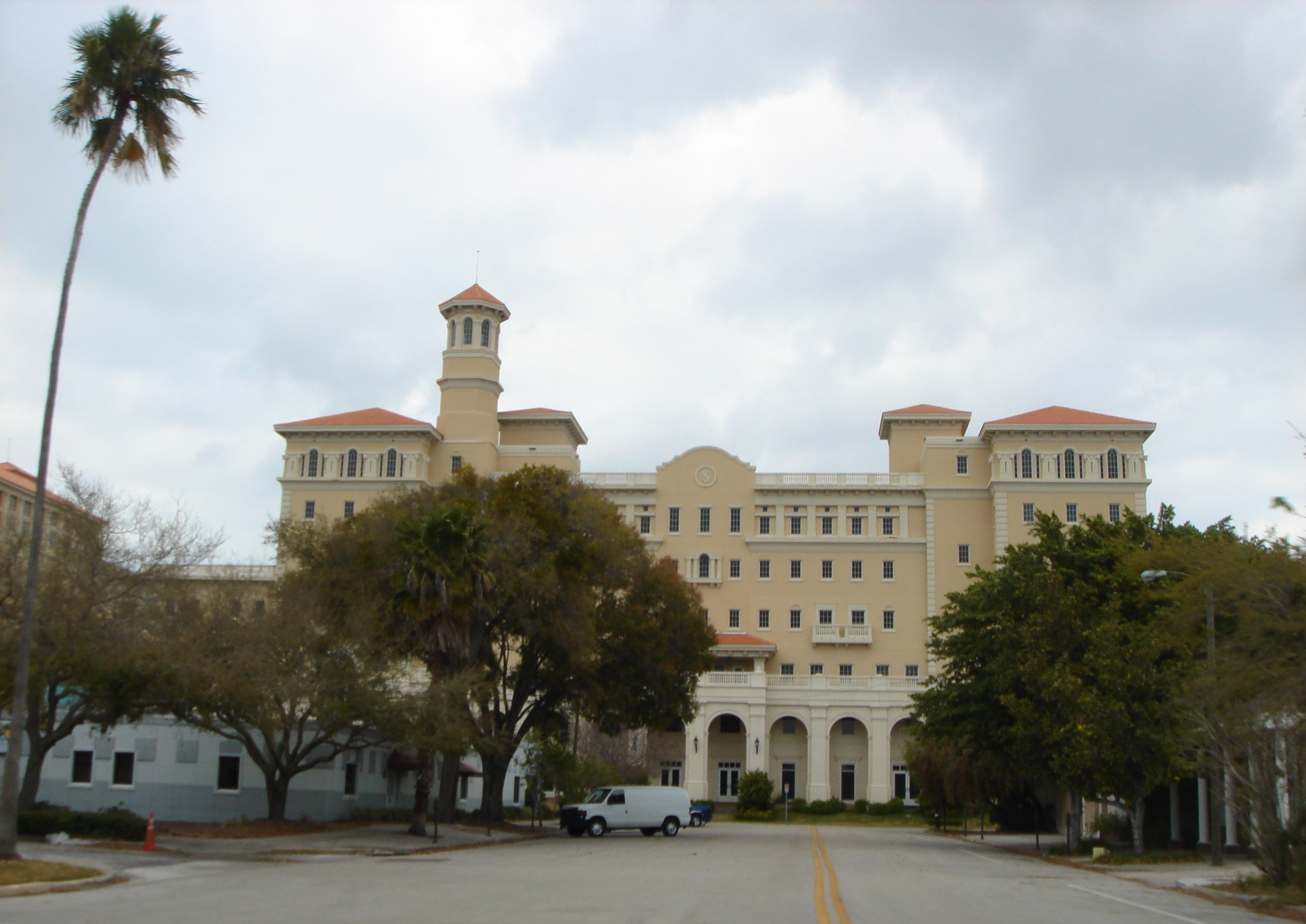
«Здание Суперсилы»

Организация была основана в 1975 году, когда группа (созданная саентологами) под названием «Южная корпорация по землеустройству и аренде» (Southern Land Development and Leasing Corp) приобрела здание отеля «Форт Харрисон», где и расположилась «Наземная база Флага». Первоначально участие саентологии в сделке не афишировалось; здание было приобретено для «Объединённых церквей Флориды».
За последующие годы Церковь приобрела много зданий (как минимум 54) в центральном и прибрежном районах города, так что Наземная база Флага значительно расширилась. Крупнейший проект саентологов в Клируотере — строительство многоэтажного «здания Суперсилы» площадью более 35 000 м2, «центрального элемента строительного проекта стоимостью 160 млн долларов». 17 ноября 2013 года состоялось открытие этого здания. Пятый и шестой этажи отведены под «программу „Суперсила“»; там установлены специальные машины, которые, по убеждению саентологов, помогают выработать новые способности и испытать просветление. Также в здании расположены столовая, помещения для курсов, административные помещения и маленькие комнаты для «одитинга».

### Комплекс организаций в Лос-Анджелесе
Церкви принадлежит комплекс, состоящий из нескольких зданий, расположенных на бульваре Сансет в Голливуде. Улица, проходящая мимо этих зданий, была переименована в честь Л. Рона Хаббарда (L. Ron Hubbard Way). Организации, находящиеся в этих зданиях, относятся к единой структуре «Церковь саентологии Западных штатов» (Church of Scientology Western United States). В их число входят:
- «Продвинутая организация Лос-Анджелеса», предоставляющая технологию высокого, «продвинутого» уровня[75];
- «Американская организация Сент-Хилл», названная в честь усадьбы Сент-Хилл и достигшая такого же уровня в предоставлении технологии[75];
- «Континентальный офис связи Западных штатов» — управляющая организация среднего звена, отвечающая за все церкви в западной части США (около 30)[75];
- «Команда тихоокеанской базы» — организация, отвечающая за обслуживание и ремонт всех зданий, принадлежащих Церкви в Лос-Анджелесе[75].

### Центр знаменитостей в Голливуде
Основная статья: Центры знаменитостей

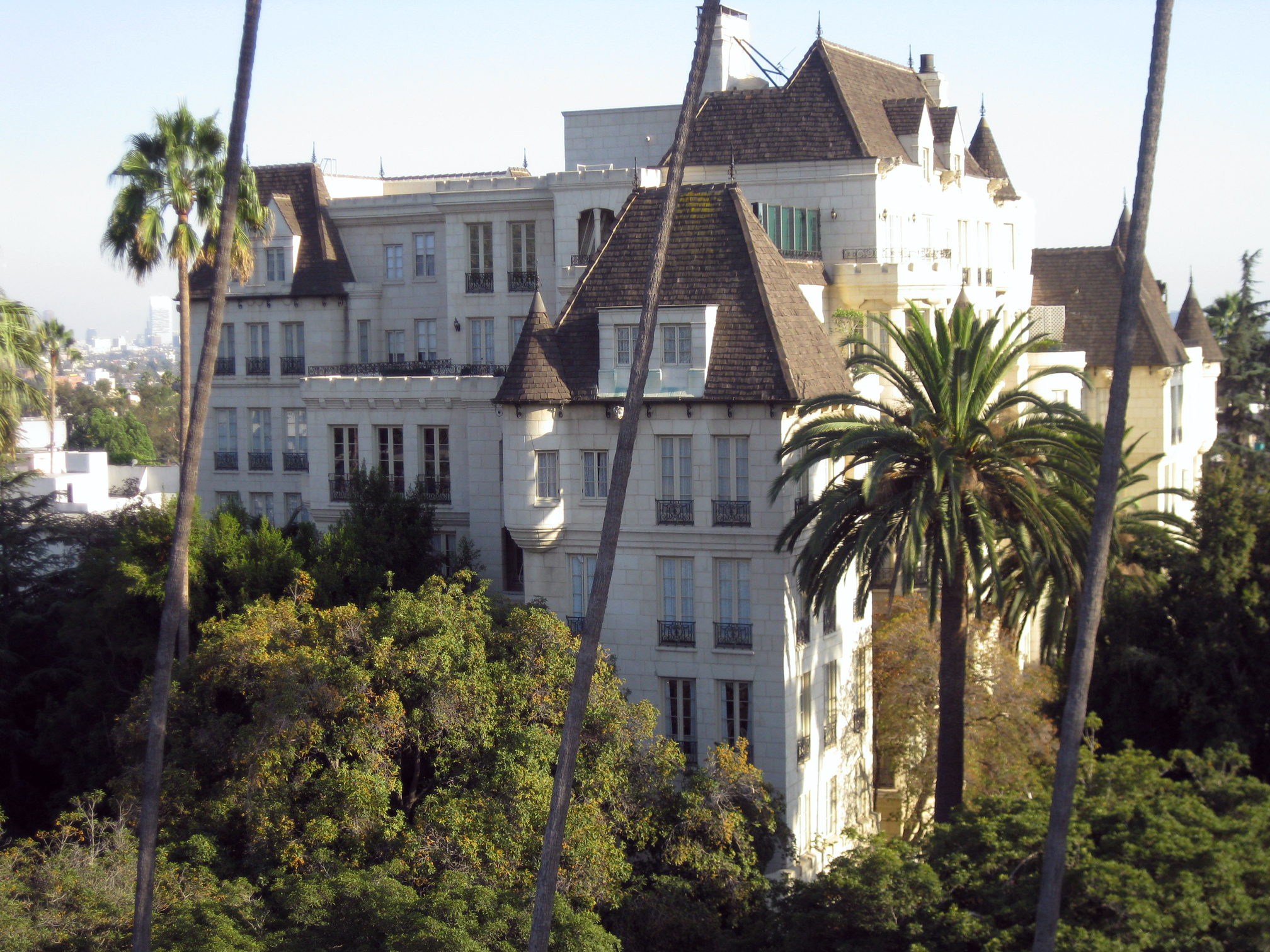
Центр знаменитостей

Расположен в Лос-Анджелесе, на Франклин-авеню, в бывшем отеле «Шато Элиси» (Château Élysée). Предназначен в первую очередь для обслуживания актёров, писателей, спортсменов, влиятельных персон и т.д. Кроме международного, в мире существуют ещё семь центров знаменитостей.

### База «Голд»
Основная статья: База «Голд»
Штаб-квартира Центра религиозной технологии, организации, контролирующей деятельность саентологии, расположена на невключённой территории Риверсайд, Калифорния, США, к северу от Хемета.
Территория со зданиями принадлежит «Голден Эра Продакшнз», и в числе прочего там расположены студии по изготовлению аудио- и видеозаписей.
Некоторые из высших лиц саентологии, включая Дэвида Мицкевича (Мискевиджа), живут и работают на этой базе, так что её можно считать международной штаб-квартирой саентологического руководства.
Прежде база была популярным среди голливудских знаменитостей курортом «Гилман Хот Спрингс»; приобретена Церковью в 1978 году.

### База в Трементине
Основная статья: База в Трементине
Церкви принадлежит обширная территория на окраине невключённой территории Трементина, штат Нью-Мексико, США. Там расположена организация, занимающаяся архивированием работ Хаббарда: их переносят на пластины из нержавеющей стали и помещают в титановых капсулах в подземное хранилище. База привлекла к себе внимание тем, что на спутниковых снимках этой территории отчётливо виден огромный символ Церкви духовной технологии.

### Судно «Фривиндз»
Основная статья: «Фривиндз»

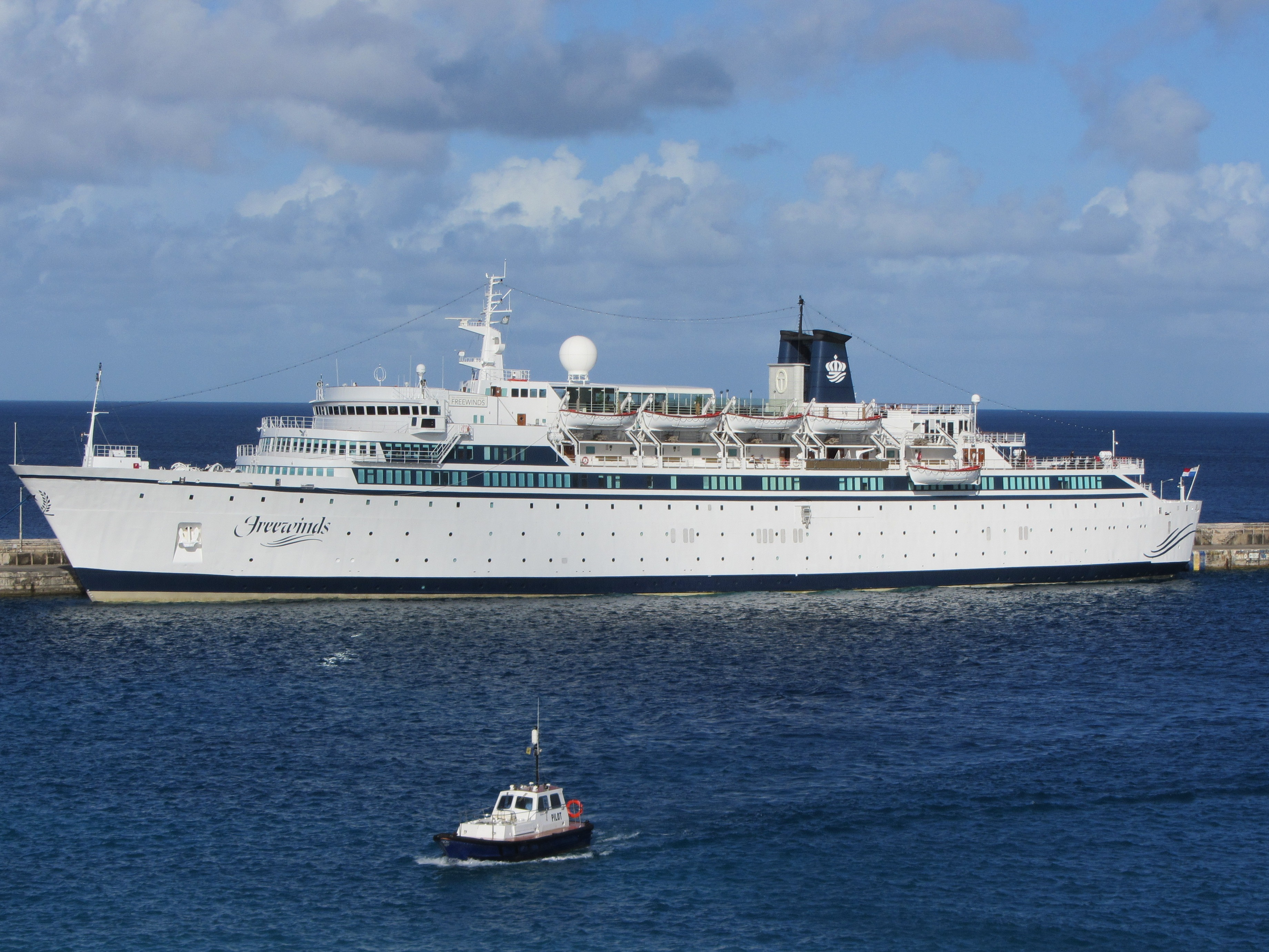
Судно «Фривиндз» в Бриджтауне, 2012 год

Церковь саентологии под названием «Обслуживающая организация флагманского корабля», предоставляющая «высший уровень одитинга» (OT VIII), располагается на круизном судне «Фривиндз» с портом приписки Кюрасао. Саентологи верят, что для прохождения уровня ОТ VIII требуется максимально безопасное, эстетичное место, где ничто не будет отвлекать.

### Морская организация
Основная статья: Морская организация
Церковь саентологии определяет Морскую организацию как «религиозное братство внутри церкви, состоящее из наиболее преданных саентологов». Члены Морской организации «занимаются управлением Церковью и предоставлением услуг высшего уровня».
Изначально базировалась на судах, принадлежащих Церкви саентологии — отсюда название.
Члены Морской организации носят форму, напоминающую форму ВМС США, обычно живут в общежитиях и получают низкую зарплату.
В приложении к ходатайству об освобождении от уплаты налогов, поданном Международной церковью саентологии в налоговую службу США, говорится, что «сама по себе Морская организация не имеет организационной структуры или юридического лица. Существуют материалы, специально предназначенные для Морской организации, и плакаты, призывающие вступить в неё. Желающий присоединиться должен подписать контракт на миллиард лет, и затем он будет официально принят на работу в одну из церквей, принимающих в штат только членов Морской организации».
Религиовед Джон Гордон Мелтон в 2001 году в докладе на конференции CESNUR проводит аналогию между Морской организацией и католическими монашескими орденами. В свою очередь репортёр газеты «Санди таймс» Рассел Миллер утверждает, что Морская организация имеет военизированный характер и называет её «военно-морскими силами саентологии».

### Идеальные организации
С 2003 года многие церкви были переоборудованы под руководством Мицкевича и стали называться «Идеальными организациями». Такие организации есть в городах: Нашвилл, штат Вашингтон, Даллас, штат Техас, Финикс, штат Аризона, Инглвуд, штат Калифорния, Санта-Ана, штат Калифорния, Лас-Вегас, штат Невада, Лос-Гатос, штат Калифорния, Атланта, штат Джорджия, Флоренс, штат Кентукки, Клируотер, штат Флорида, Сакраменто, штат Калифорния, Сиэтл, штат Вашингтон, Мельбурн, Мехико, Квебек, Лондон, Брюссель, Йоханнесбург, Рим, Мальмё, Претория, Падуя, Гамбург, Милан, Дублин, Москва, Токио.

### Всемирный институт саентологических предприятий
Основная статья: Всемирный институт саентологических предприятий
Сеть организаций, внедряющих управленческие методики Хаббарда на предприятиях.

## Производственные объекты

### «Голден Эра Продакшнз»
Организация, расположенная близ города Хемет, Калифорния, США, производит записи лекций, фильмы и другие материалы, связаные с Хаббардом, а также рекламные материалы для Церкви.

### Международный центр по распространению и распределению
Центр, занимающий более 17 000 м2, печатает журналы и другие материалы Церкви на 15 языках; оснащён изготовленным по спецзаказу станком для офсетной печати производительностью 55 000 страниц в час и другим современным оборудованием. Кроме того, центр изготавливает одежду с символикой для различных движений, поддерживаемых Церковью. Также на территории центра работает система почтовых отправлений.

### Центр саентологических СМИ
Открылся 28 мая 2016. Находится в Голливуде, Лос-Анджелес, США, недалеко от пересечения бульвара Сансет и Голливудского бульвара. Здание, построенное в 1912 году, было полностью восстановлено и переоборудовано, чтобы вместить помещения для создания мультимедийного материала и вещания как в телевизионных сетях, так и онлайн.
12 марта 2018 года начал круглосуточное вещание телеканал Scientology Network, доступный на DirecTV, собственном сайте, а также на AppleTV, Roku, Amazon Fire TV, Chromecast, iTunes и Google Play.

## Церковь саентологии в России и странах СНГ

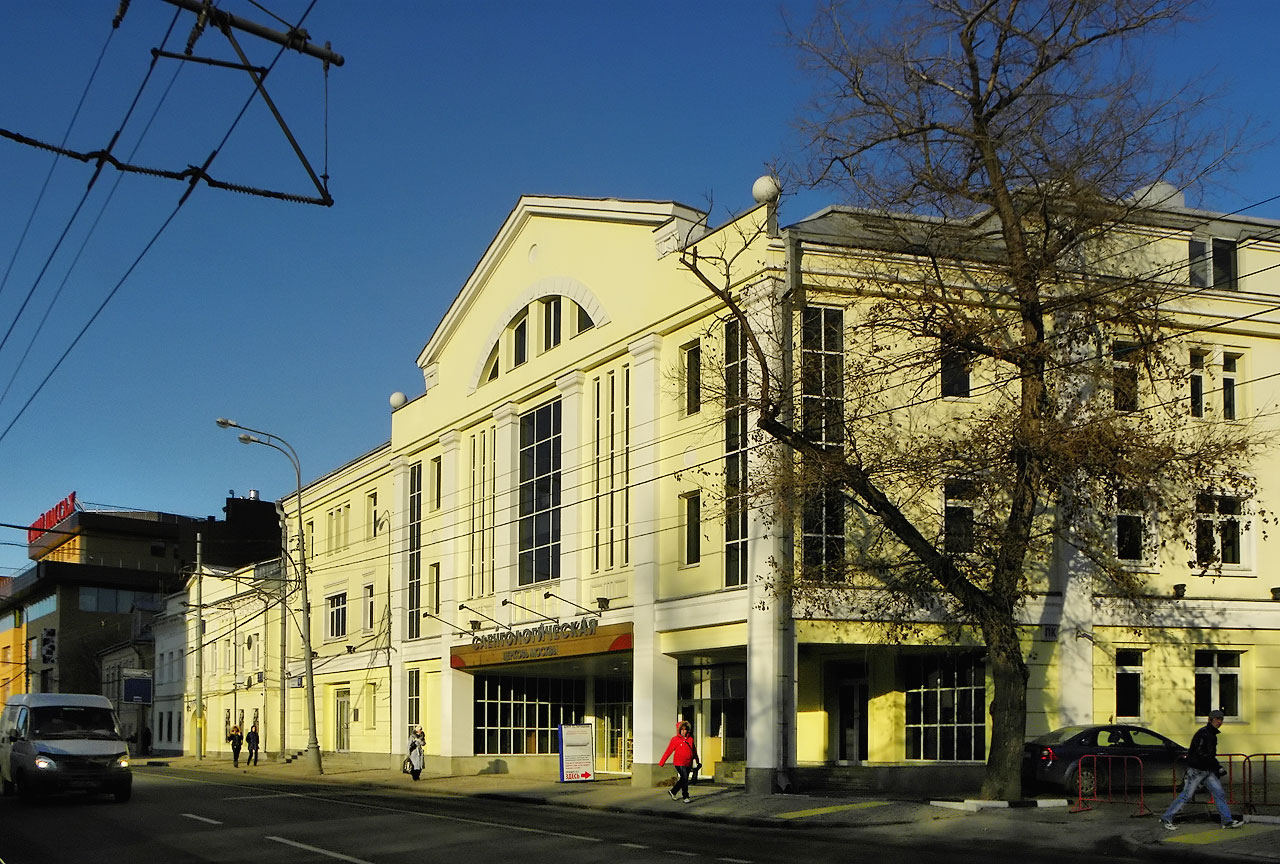
Саентологическая церковь Москвы

Первая саентологическая группа в СССР появилась в Ленинграде в 1984 году, а первая зарегистрированная религиозная организация, «Саентологическая церковь Москвы», появилась уже в России — 25 января 1994 года. Руководящим органом выступает Правление. Отделения существуют в Екатеринбурге, Перми, Обнинске, в Москве и Московской области, а также в других регионах.
В том же году на организованном А. Л. Дворкиным в Российской академии управления международном христианском семинаре «Тоталитарные секты в России» религиовед И. Я. Кантеров рассказал, что саентология привлекает в свои ряды в основном научно-техническую интеллигенцию и имеет сильное влияние в Курчатовском институте.
15 декабря 1996 года Государственная дума РФ приняла обращение к Президенту РФ с предложением «разработать проект концепции религиозной безопасности российского общества» от ряда «деструктивных религиозных организаций», в числе примеров которых упоминалась и Церковь саентологии; в итоге в 1997 году был принят Федеральный закон «О свободе совести и о религиозных объединениях».
9 ноября 2000 года Арбитражный суд города Москвы отклонил доводы государственной налоговой инспекции № 29 по ЗАО г. Москвы об осуществлении Саентологической церковью Москвы предпринимательской деятельности, признав необоснованными доводы инспекции о том, что деятельность организации направлена на извлечение прибыли и личное обогащение. Суд установил, что она осуществляет религиозную деятельность. Данное решение позднее было оставлено в силе постановлением Федерального арбитражного суда Московского округа от 19 февраля 2001 года.
15 марта 2007 года «Саентологическая церковь г. Москвы» выиграла дело против России в Европейском суде по правам человека за отказ Управления юстиции г. Москвы в перерегистрации организации.
Суд обязал государство выплатить саентологической церкви Москвы 25 000 евро в качестве компенсации морального ущерба и издержек, а также признал, что причины, по которым Министерство юстиции отказывало церкви в повторной регистрации, не имеют законных оснований и обязал власти исправить ситуацию с церковью.
14 июля 2007 года Санкт-Петербурге решением городского суда была ликвидирована общественная организация «Саентологический центр».
21 ноября Верховный суд РФ утвердил это решение и оно вступило в законную силу. По данным Министерства юстиции Российской Федерации, центр занимался платным образованием и оказанием медицинских услуг, не имея на то соответствующих лицензий (в решении суда процедуры одитинга, практиковавшиеся в Саентологическом центре, названы «неквалифицированным вмешательством в сферу сознания человека»). Кроме того, саентологи использовали несовершеннолетних, занимались «незаконным сбором информации о частной жизни» (бесплатный «тест на стресс»). Также центр нарушал налоговое, финансовое и трудовое законодательство.
22 февраля 2008 года сотрудниками УВД и прокуратуры Кировского района Санкт-Петербурга был проведён обыск в петербургском отделении Церкви саентологии, в ходе которого были изъяты две коробки с записями исповедей саентологов. Согласно информации правоохранительных органов, обыск проводился по жалобе бывшего члена организации, опасавшегося, что его личные данные будут каким либо образом использованы. Представители Церкви саентологии письменно заверяли своего прихожанина, что никаких причин для опасений нет. После обнаружения сотрудниками правоохранительных органов коробок, содержащих исповеди членов организации, они были незамедлительно изъяты, несмотря на протесты сотрудников отделения.
4 июля 2008 года постановлениями судьи Кировского районного суда Санкт-Петербурга действия сотрудников правоохранительных органов по изъятию документов, содержащих конфиденциальные сведения в отношении членов Церкви саентологии были признаны незаконными и не обоснованными. Суд обязал должностных лиц, организовавших проведение обысков, устранить допущенные нарушения.
В сентябре 2009 года Европейский суд по правам человека принял решение в пользу саентологических центров в Сургуте и Нижнекамске, которые государство отказывалось регистрировать как религиозные организации. Суд признал, что имело место нарушение права на свободу вероисповедания — статьи 9 Европейской конвенции по правам человека, — и постановил, что власти должны выплатить каждой организации по 10 000 евро и либо зарегистрировать эти религиозные организации, либо убрать упоминание о необходимости 15-летнего срока из Федерального закона.
8 октября 2009 года Индустриальный районный суд Барнаула ликвидировал Барнаульскую городскую общественную организацию «Гуманитарный центр „Дианетика“». Причиной судебного процесса стала прокурорская проверка, проведённая совместно с сотрудниками Управления Федеральной регистрационной службы России по Алтайскому краю, по факту которой были обнаружены грубые нарушения требований действующего законодательства, включая религиозную деятельность по распространению и обучению саентологии, через направление в религиозное объединение «Сайентологическая церковь Москвы», что противоречило Федеральному закону от 19.05.1995 г. № 82-ФЗ «Об общественных объединениях». Также основанием для ликвидации послужило неравноправное положение членов организации в системе взносов в зависимости от времени членства и степени овладения учением Хаббарда.
Кассационная жалоба саентологов была отклонена Алтайским краевым судом, и решение Индустриального суда Барнаула осталось в силе.
26 марта 2010 года Сургутский городской суд Ханты-Мансийского автономного округа — Югры признал ряд материалов саентологов авторства Рона Хаббарда экстремистскими и постановил внести их в Федеральный список экстремистских материалов; 12 октября 2010 года Ханты-Мансийский окружной суд отменил решение Сургутского городского суда о признании материалов основателя Саентологии Рона Хаббарда экстремистскими и отправил дело на новое рассмотрение. 14 апреля 2011 года все эти материалы были исключены из Федерального списка экстремистских материалов по повторному определению Сургутского городского суда.
12 апреля 2011 года суд Нового Уренгоя, рассмотрев заявление прокурора о признании книги Л. Рона Хаббарда «Страницы жизни» экстремистским материалом, не нашёл для этого оснований и принял решение отказать в иске. 30 июня апелляционная инстанция в Салехарде оставила это решение без изменения.
30 июня 2011 года Щёлковский городской суд Московской области признал экстремистскими 8 работ Рона Хаббарда.
20 марта 2012 года Московский областной суд при рассмотрении кассационной жалобы саентологов подтвердил правомерность решения Щёлковского городского суда. Согласно решению областного суда, книга «Что такое саентология?» и некоторые другие брошюры Рона Хаббарда подлежат включению в Федеральный список экстремистских материалов и запрету к распространению на территории Российской Федерации. Признание саентологических материалов экстремистскими обжалованы в ЕСПЧ. 30 августа 2017 года Европейский суд коммуницировал жалобы (принял их к рассмотрению и запросил мнение российских властей).
В этом же году суд Куйбышевского района Санкт-Петербурга, рассмотрев заявление прокурора о признании книг Рона Хаббарда «Дианетика: эволюция науки» и «Самоанализ» экстремистскими материалами, не нашёл для этого оснований и принял решение отказать в иске, не признав материалы Рона Хаббарда экстремистскими. В 2013 году апелляционная инстанция оставила это решение без изменения.
7 июня 2012 года в Калининграде было возбуждено уголовное дело против руководителя тренинговой компании, являющейся членом Международного института саентологических предприятий (WISE) и использующей сайентологические технологии управления в персональном консультировании для предпринимателей — руководителей и сотрудников фирм. Его подозревают в незаконном предпринимательстве. По предварительным данным, доход компании от незаконной образовательной деятельности в год составлял от 2 до 4 млн рублей.
15 ноября 2012 года Агентство Республики Казахстан по делам религий лишило Церковь саентологии статуса религиозного объединения на территории Республики Казахстан, однако оставило саентологам возможность зарегистрировать организацию другого рода — например, общественную.
21 августа 2013 года Московский городской суд в своём определении оставил без изменения решение Гагаринского районного суда, подтвердив законность вынесенного Главным управлением Министерства юстиции Российской Федерации по г. Москве предупреждения «Саентологической церкви г. Москвы» о несоответствии её деятельности указанной в уставе требованиям Федерального закона «О свободе совести и о религиозных объединениях»: в её наименовании не содержится указания на организационно-правовую форму и вероисповедание, а также осуществляется деятельность за пределами установленной территории. Также было выявлено, что слово «саентология» является зарегистрированным товарным знаком, правообладателем которого является «Центр религиозной технологии» расположенный в США, что «противоречит требованиям статьи 28 Конституции Российской Федерации, гарантирующей каждому свободу совести и вероисповедания», поскольку «одновременное использование указанного слова в качестве наименования вероисповедания ограничивает права третьих лиц». Также было установлено нецелевое расходование денежных средств организации в размере более 68 млн рублей. Кроме того, Главным управлением Министерства юстиции Российской Федерации по г. Москве было принято решение о проведении государственной религиоведческой экспертизы. Верховный Суд Российской Федерации отклонил жалобу адвокатов саентологов о недопустимости проведения религиоведческой экспертизы. Решения российских судов обжалованы в ЕСПЧ, который принял жалобу к рассмотрению и коммуницировал её, запросив мнение российских властей.
2 октября 2014 года Церковь саентологии Санкт-Петербурга выиграла дело в Европейском суде по правам человека. Суд постановил, что имело место нарушение права на свободу вероисповедания — статьи 9 Европейской конвенции по правам человека: шесть отказов в государственной регистрации не были основаны на доступном для понимания и предсказуемом толковании национального законодательства. ЕСПЧ обязал российские власти выплатить 7500 евро в качестве компенсации ущерба. В феврале 2015 года это решение ЕСПЧ было подтверждено и вступило в законную силу.
29 июня 2015 года Октябрьский районный суд Петербурга повторно отказал в признании незаконным отказа в регистрации Саентологической церкви Санкт-Петербурга, несмотря на решение ЕСПЧ. Суд заявил, что помимо тех оснований для отказа в регистрации, которые Европейский суд признал незаконными, формально имелись и другие основания, а потому оставил в силе свой предыдущий отказ. Решение обжаловано в ЕСПЧ, и жалоба коммуницирована властям РФ.
1 июля 2015 года Измайловский суд Москвы отклонил жалобу Саентологической церкви Москвы на отказ Министерства юстиции в регистрации устава. Решение российского суда об отказе в регистрации обжаловано в ЕСПЧ, жалоба коммуницирована властям РФ.
17 августа 2015 года сотрудники Главного следственного управления Следственного комитета России и Главного управления по противодействию экстремизму МВД России провели обыск в головном отделении «Саентологической церкви Москвы» по адресу улица Таганская, дом 9, во время которого в комнатах для проведения личных бесед (исповеди) с адептами «были обнаружены незаконно установленные предметы системы аудио- видеоконтроля, состоящей из акустических микрофонов и видеокамер, относящихся к категории специальных технических средств, предназначенных для негласного получения информации», что привело к возбуждению уголовного дела «по признакам преступления, предусмотренного ст. 138.1 УК РФ (незаконный оборот специальных технических средств)».
30 октября 2015 года обыски были проведены в пяти саентологических центрах в Москве и Подмосковье (Центр просвещения и социальной адаптации «Нарконон-стандарт» в Каширском проезде, дом 5, Центр антикриминального просвещения и социальной реабилитации правонарушителей «Криминон», Центр по распространению технологий дианетики и саентологии «Миссия Битца» в Костомаровском переулке, «Прикладное образование Содружества Независимых Государств» на Мещанской улице, Центр управления деятельностью по распространению дианетики и сайентологии в Щёлковском районе, «Антинаркотическое просвещение и реабилитация. Нарконон-Южный» в Подольском районе), в ходе которых были выявлены многочисленные скрытые камеры видеонаблюдения, диктофоны и другая записывающая техника, а также изъяты документы, которые свидетельствуют о финансовых махинациях со стороны высокопоставленных саентологов, по факту которых были возбуждены уголовные дела по статьям 138.1 и 282 УК РФ.
3 ноября 2015 года Московский городской суд возобновил слушание дела по иску Министерства юстиции Российской Федерации о ликвидации «Саентологической церкви Москвы».
23 ноября 2015 года по иску Министерства юстиции Московский городской суд принял решение о самоликвидации в течение полугода «Саентологической церкви Москвы», признанной нарушившей Федеральный закон О свободе вероисповедания и религиозных объединения в Российской Федерации. Экспертное заключение эксперта-религиоведа АНО «Казанский межрегиональный центр экспертиз», заместителя директора по науке Института социально-философских наук и массовых коммуникаций, заведующий кафедрой религиоведения Казанского (Приволжского) федерального университета, кандидата социологических наук, доктора философских наук Л. С. Астаховой проведённое на основании определения председательствующего судьи Измайловского районного суда г. Москвы И. Е. Аверьяновой, которое была представлено в рамках рассмотрения этого дела в Московском городском суде, вызвало бурную дискуссию и критику со стороны ряда специалистов, включая выступавших на стороне саентологов.
29 июня 2016 года Верховный Суд Российской Федерации подтвердил решение Московского городского суда. Ликвидация Саентологической церкви Москвы оспорена в ЕСПЧ, который принял жалобу к рассмотрению и коммуницировал её российским властям.
21 сентября 2016 года Конституционный Суд Российской Федерации отказал представителям Саентологической церкви Москвы в удовлетворении жалобы на положения части 5 статьи 11, статьи 12, частей 3 и 4 статьи 27 федерального закона «О свободе совести и о религиозных объединениях», устанавливающие перечень документов, необходимых для регистрации религиозной организации, и определяющие основания для отказа в регистрации.
6 июня 2017 года ФСБ России в рамках расследования уголовного дела по статьям УК РФ «Незаконное предпринимательство», «Возбуждение ненависти или вражды» и «Организация экстремистского сообщества», провела обыски в офисе «Саентологической церкви Санкт-Петербурга», установив факты «свидетельствующие об осуществлении с позиций указанного объединения экстремистской деятельности, которая выражена в виде возбуждения ненависти либо вражды, а равно унижения человеческого достоинства» 29 марта 2017 года в рамках того же дела обыски прошли в саентологическом центре в Лосино-Петровском. 7 июня 2017 года Невский районный суд Санкт-Петербурга принял решение заключить под стражу бухгалтера религиозной группы «Саентологическая церкви Санкт-Петербурга» Сахиба Алиева и Анастасию Терентьеву, отвечавшую за решение официальных вопросов; 8 и 9 июня заключены под стражу двое учредителей организации — Галина Шуринова и Иван Мацицкий, а юрист Констанция Есаулкова была отправлена под домашний арест. 14 мая 2019 года отпущен под домашний арест Сахиб Алиев, а 15 ноября 2019 года освобождён Иван Мацицкий — суд заменил меру пресечения для него на запрет определённых действий. Шуринова, Мацицкий и Терентьева выступали заявителями в ЕСПЧ по делу о нарушении права на свободу вероисповедания, и суд постановил, что нарушение со стороны государства имело место. Комиссия США по международной религиозной свободе и правозащитный центр «Мемориал» признали политическими заключёнными и узниками совести обвиняемых саентологов.

## В других странах
Основная статья: Религиозный статус саентологии в разных странах

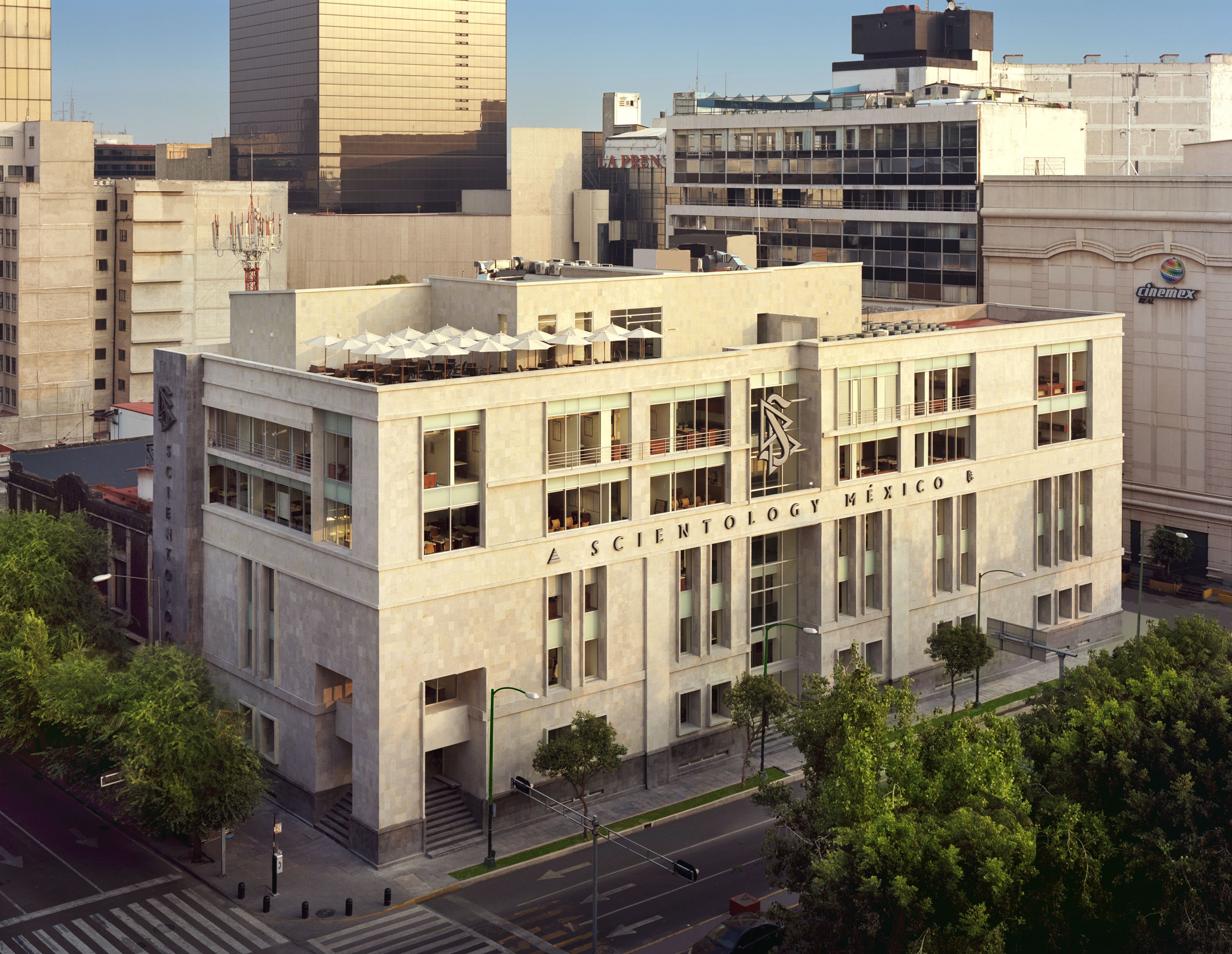
Здание саентологической церкви в Мехико. В 2017 году в Мексике Церковь саентологии получила статус религиозного объединения

Саентологи действуют в более чем 150 странах, в некоторых из них саентологические группы и организации зарегистрированы как религиозные, в некоторых — как общественные организации. Правовой статус Церкви саентологии в разных странах различен и основывается на решениях судебных и налоговых органов.

### Австралия
Основная статья: Саентология в Австралии
На данный момент никаких ограничений со стороны правительства нет. В 1983 году Верховный суд постановил, что Церковь саентологии — религиозное учреждение, и освободил её от уплаты налогов.

### Австрия
В решении апелляционного суда от 1 августа 1995 года Независимый суд Вены по административным делам постановил, что Церковь саентологии Австрии является религиозной организацией. Суд указал на религиозный характер услуг Церкви, которые соответствуют религиозной природе Церкви саентологии, явствующей из устава организации, и отметил, что число последователей саентологии по всему миру растет, что позволяет сделать вывод, что все больше людей находят в саентологии удовлетворительные ответы на вопрос «откуда они пришли» и «куда направляются».

### Бельгия
Основная статья: Саентология в Бельгии

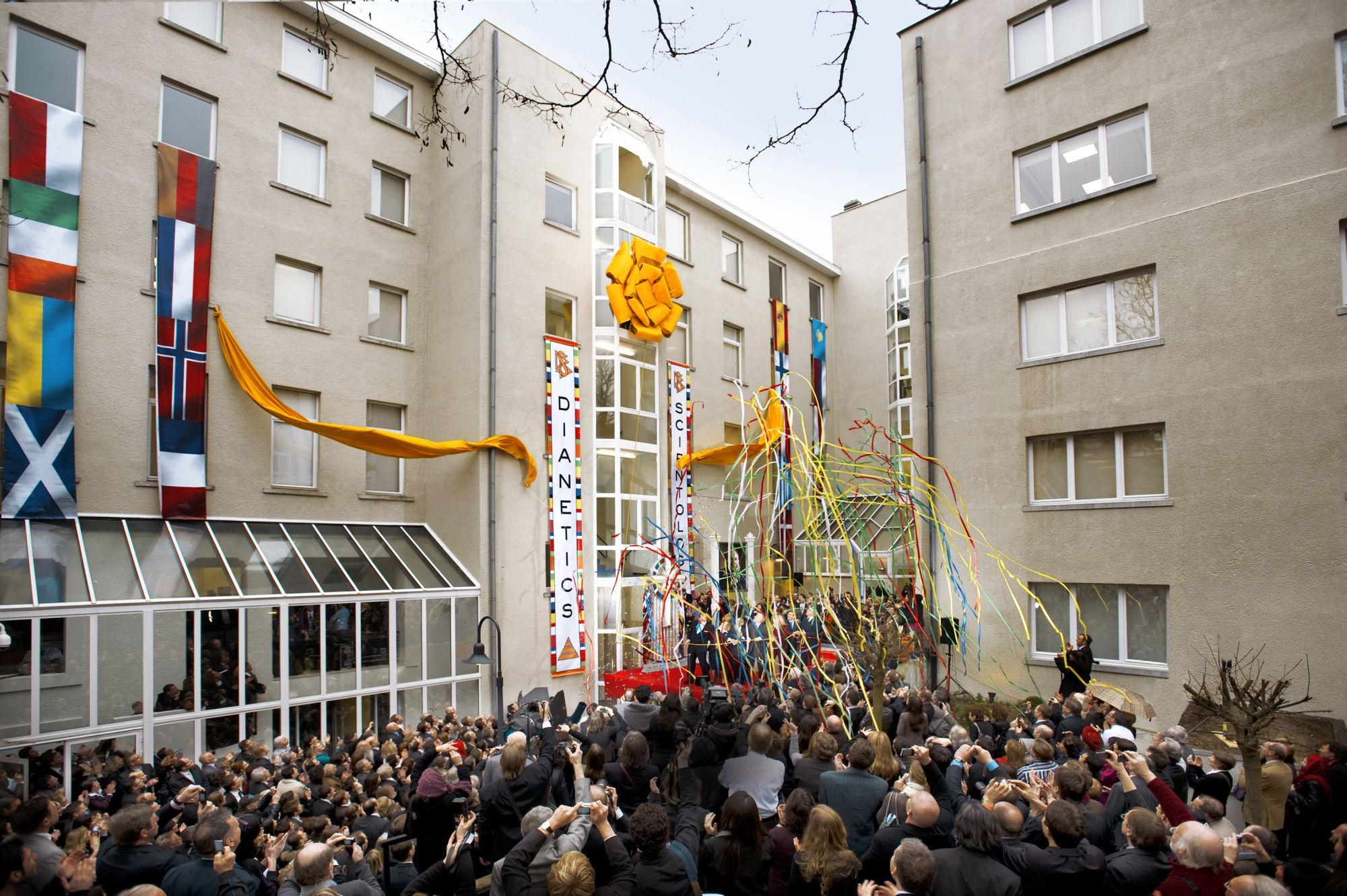
Саентологическая церковь в Брюсселе, Бельгия

Бельгия признаёт только шесть религий — католицизм, протестантизм, англиканство, православие, иудаизм и ислам. С 2003 года в стране действует саентологическая организация (международный офис). В отношении саентологии велось уголовное преследование по обвинению в коррупции, вымогательстве, мошенничестве, вмешательстве в частную жизнь и медицинской деятельности без лицензии, однако в 2016 году суд отмёл эти обвинения как необоснованные. «Все действия по данному судебному процессу признаются неприемлемыми, поскольку вопиющим образом нарушают право на справедливое судебное разбирательство. Обвиняемые подвергались преследованию только за то, что они саентологи», — заявил председательствующий судья.

### Великобритания
Основная статья: Саентология в Великобритании
Ранее относилась к коммерческим организациям, однако в 2000 году была освобождена от налога на добавленную стоимость как некоммерческая организация. В 2013 году, после пятилетнего судебного разбирательства, начатого Луизой Ходкин, которая желала сочетаться браком в часовне церкви, Верховный суд Великобритании признал, что саентология является религией. Согласно решению суда, орган по регистрации актов гражданского состояния теперь должен признавать законными браки, заключённые в часовнях Церкви саентологии.

### Германия
Основная статья: Саентология в Германии

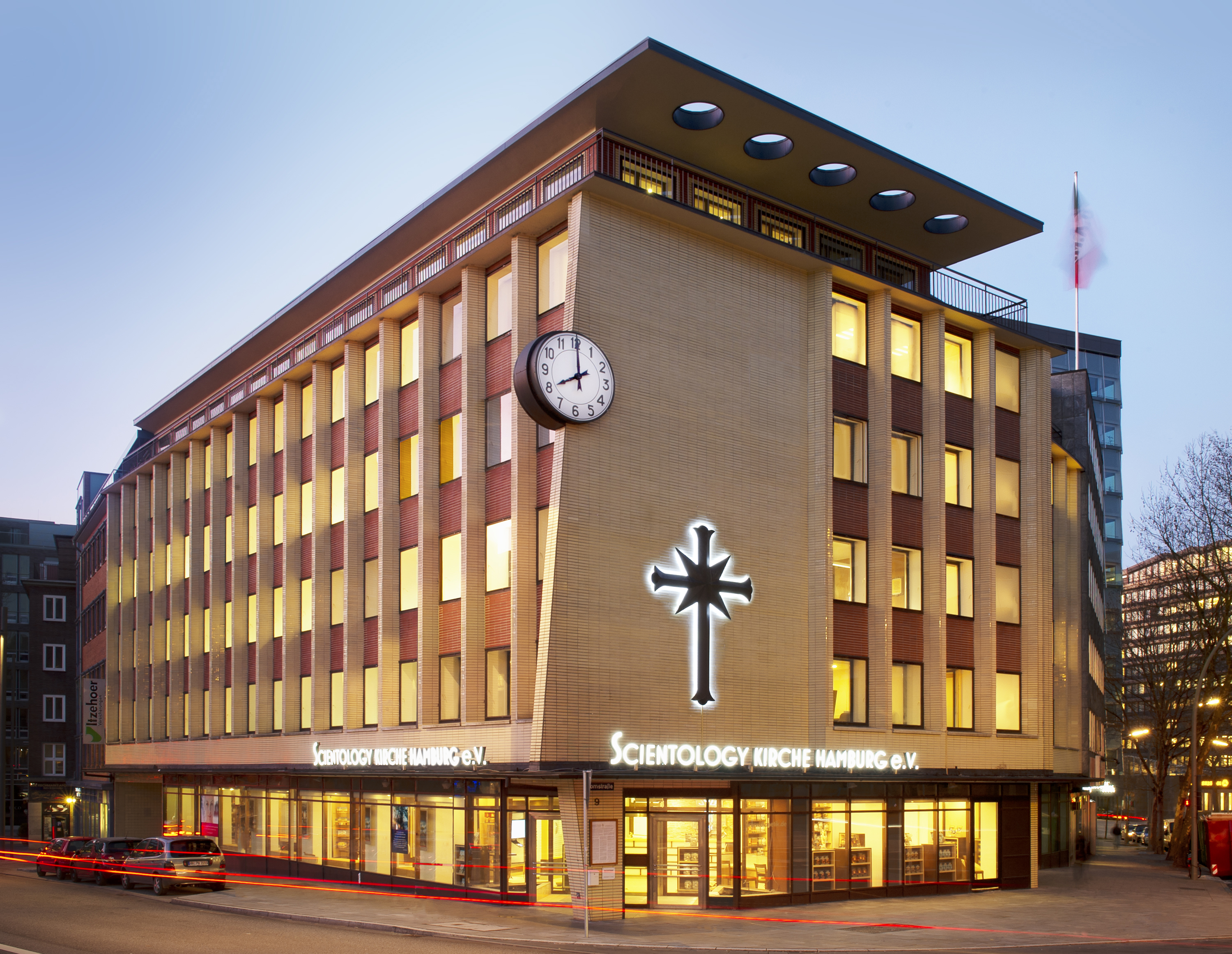
Саентологическая церковь в Гамбурге, Германия, которую суд в 1988 году признал религиозной организацией

Легитимизация Церкви саентологии в качестве религиозного движения в Германии носит сложный и неоднозначный характер. В период с 1985 по 1990 годы было принято несколько судебных решений, подтверждающих религиозный статус саентологии. В частности, в решении Участкового суда Штутгарта от 30.01.1985 г. указано, что саентология является «искупительной религией», что «не может быть и речи о преследовании промысловой [предпринимательской] цели», и что право саентологов на распространение своей веры (в данном случае путём обращения к прохожим на улице) подлежит защите согласно ст. 4 Основного закона, гарантирующей право на свободу деятельности религиозных объединений и отдельных их членов. А суд федеральной земли Гамбург в решении от 24 февраля 1988 г. указал, что в соответствии со ст. 140 Основного закона и ст. 137 Веймарской конституции Гамбургский центр саентологии необходимо рассматривать как Церковь, поскольку её устав говорит о Боге и религии, и она преследует трансцендентные, а не коммерческие цели. Вместе с тем ряд судов и официальных лиц выступали с негативными оценками, в том числе называя её сектой. В 2007 году Министерство внутренних дел попыталось прекратить саентологическую деятельность в стране. Однако в 2008 году министерство отказалось от своих планов ввиду отсутствия доказательств незаконной деятельности. В 2008 году Федеральная служба защиты конституции Германии выпустила 46-страничный отчёт о деятельности Церкви саентологии в Германии. Служба нашла, что ни устав Церкви, ни другие её заявления не дают оснований для вывода о том, что Церковь преследует незаконные цели. Таким образом, оснований для запрета деятельности нет. Тем не менее, статус саентологии не определён. Конституционный суд и несколько других судов государственного уровня не приняли окончательного решения о религиозном статусе саентологии.

### Греция
Церковь саентологии существовала в Греции в форме зарегистрированной ассоциации с 1979 года. Опираясь на данные греческого правоведа Хараламбоса Папастасиса от 1999 года, религиовед Г. А. Кукушкина в 2003 году отметила, что «единственная страна в мире, в которой официально запрещена деятельность Церкви саентологии, — это Греческая Республика». При этом она сослалась на процитированное Х. Папастасисом решение Афинского окружного суда от января 1997 года о запрете деятельности греческого отделения саентологической организации и её роспуске. В свою очередь греческий юрист Кириакос Куриазополус в своём докладе на конференции в Лондонской школе экономики в 2001 году сообщил, что в 1997 году была распущена ассоциация «Центр прикладной философии Греции» («Center of Applied Philosophy of Greece», сокращённо Κ.Ε.F.Ε), которая перед этим, в 1995 году, объявила, что она является религиозной организацией и принадлежит к Церкви саентологии. Кроме того он отметил, что в том же 1997 году три члена Церкви саентологии учредили некоммерческую организацию «Греческий центр дианетики и саентологии», в 1999 году название было изменено на «Греческая церковь саентологии» («Greek Church of Scientology»), и в её уставе утверждался религиозный характер этой некоммерческой организации. По данным Государственного департамента США 2015 и 2017 годов, Церковь саентологии в Греции продолжала существовать в форме некоммерческой организации.

### Израиль

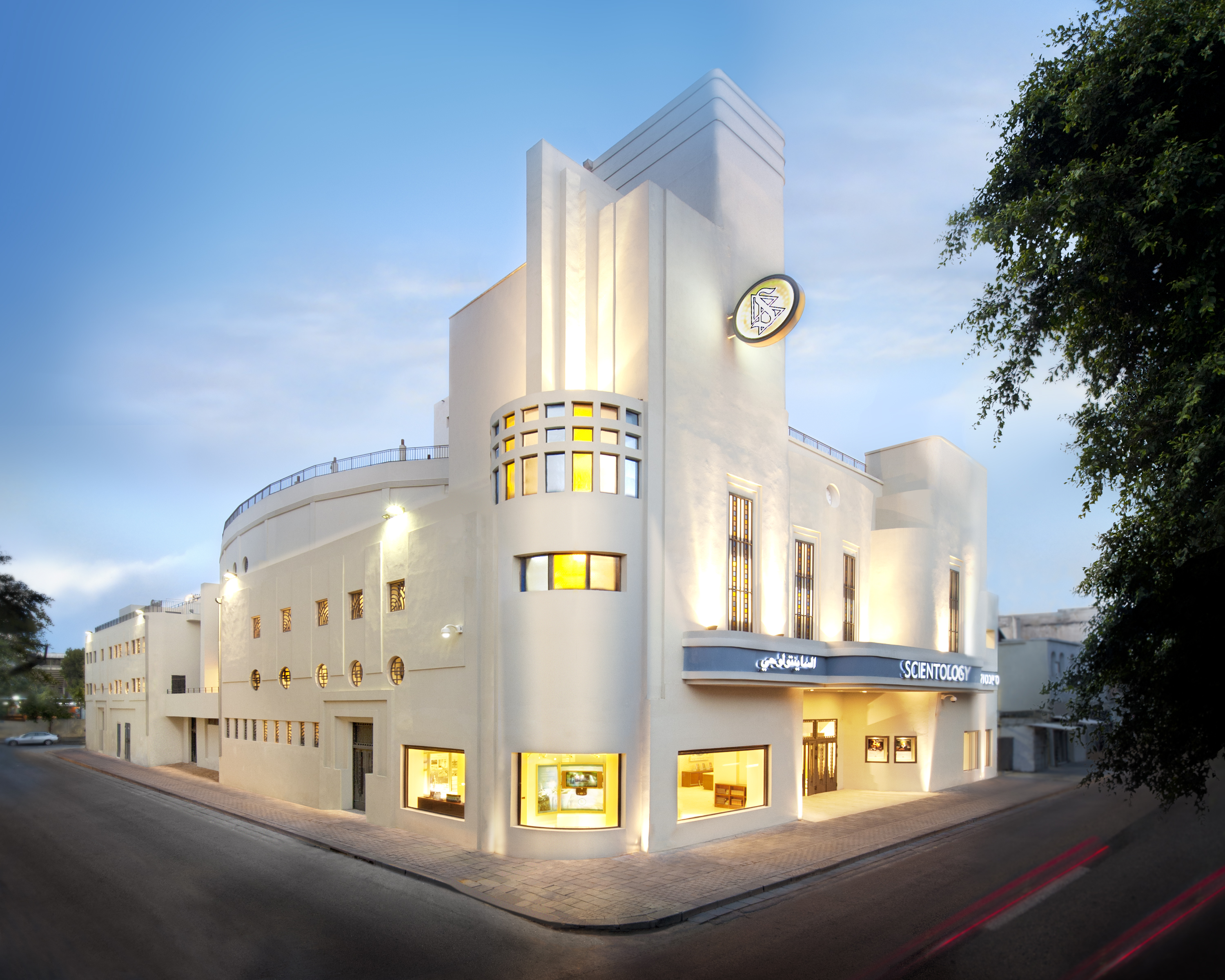
Саентологическая церковь в Тель-Авиве, Израиль

Церковь саентологии ведёт свою деятельность в Израиле уже более тридцати лет. Однако организации, связанные с саентологией, не зарегистрированы как религиозные, а имеют статус светских групп по саморазвитию.

### Ирландия
Церковь саентологии официально не признана благотворительной организацией, однако саентологи вправе распространять свои убеждения. В 2017 году в Дублине открылась «идеальная организация» Церкви саентологии, включающая «общественный центр» для взаимодействия с другими организациями и сообществами.

### Испания

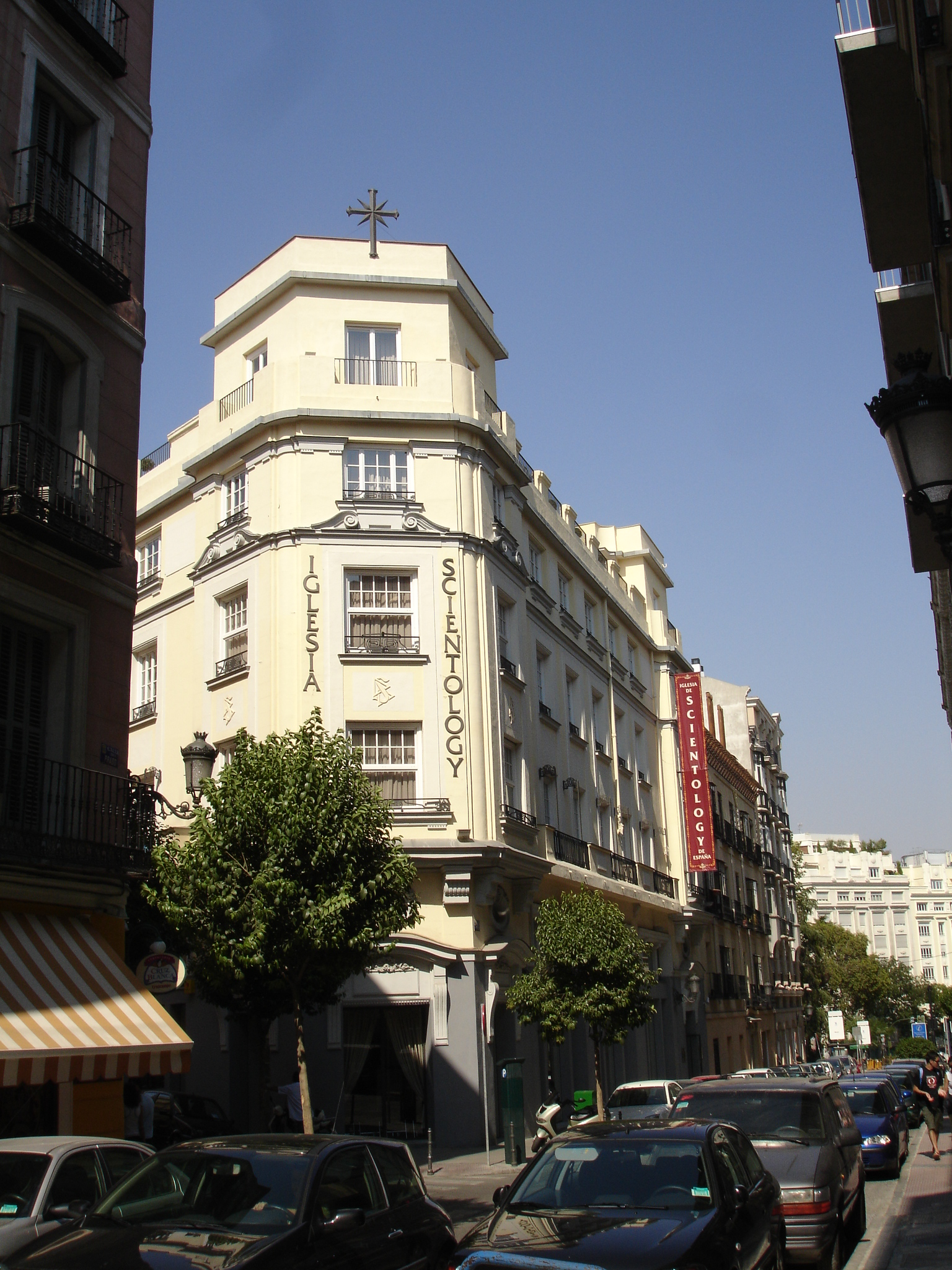
Саентологическая церковь в Мадриде, Испания

Церковь саентологии активно действует в Испании с 1980 года, её крупный центральный офис расположен в центре Мадрида, неподалёку от Дворца Конгресса депутатов. В 1996 году испанская исследовательница Г. Моран писала, что Церковь саентологии в Испании рассматривается как религиозная секта. 31 октября 2007 года Национальный суд Мадрида постановил внести Национальную церковь саентологии Испании в реестр религиозных организаций.

### Италия

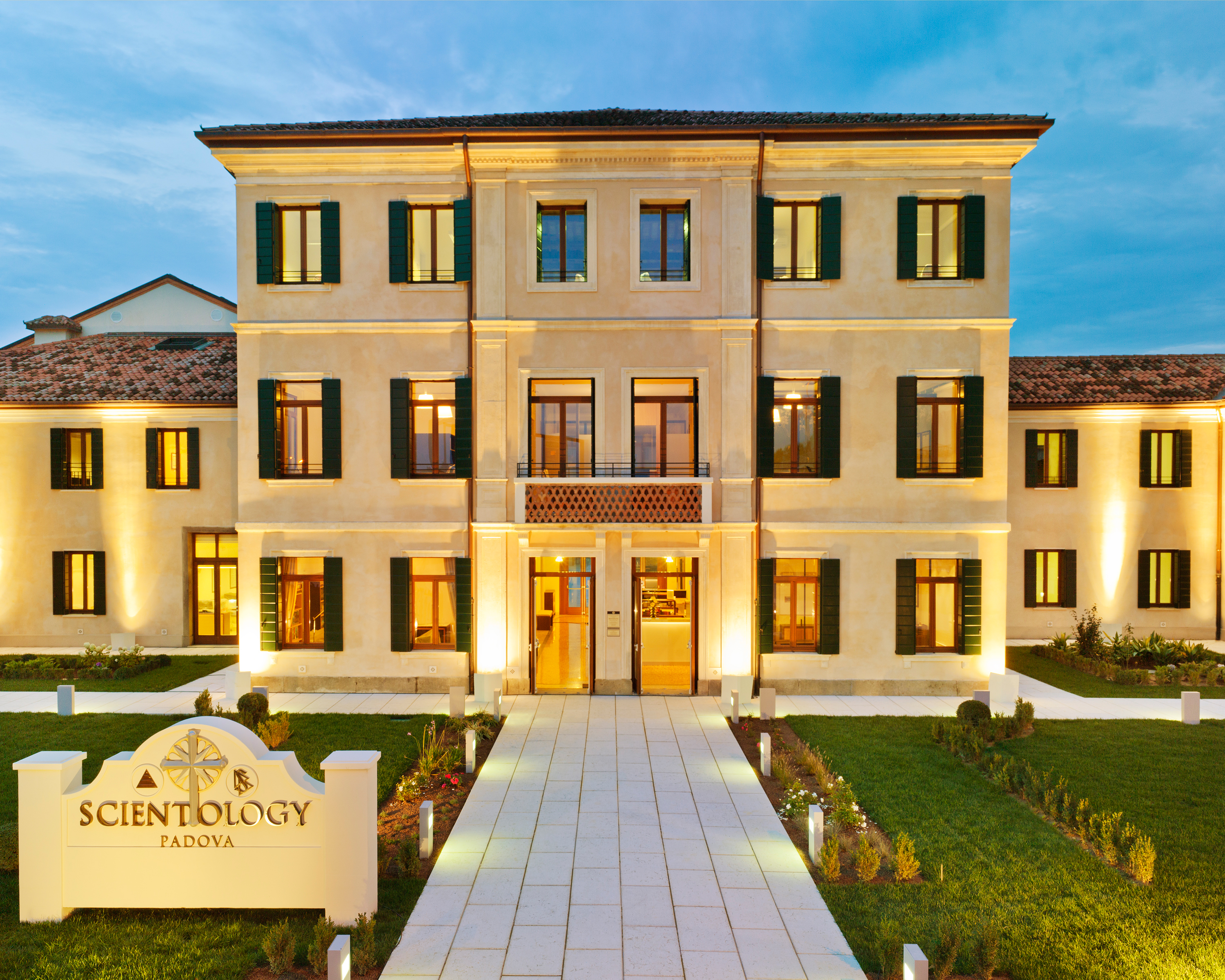
Саентологическая церковь в Падуе, Италия

Некоторые суды, например в Риме и Турине, признавали саентологию религией, однако Апелляционный суд Милана на протяжении 20 лет вёл уголовное преследование отдельных саентологов. Миланский суд дважды отказывал в признании религиозного статуса саентологии, но эти решения были отменены Верховным судом. Верховный суд обязал Апелляционный суд Милана снять с подсудимых все обвинения. 9 октября 1997 года Верховный суд постановил, что саентология в полной мере является религией, нацеленной на «освобождение человеческой души путём познания божественной сущности каждого человека».

### Нидерланды
17 октября 2013 года Суд Амстердама постановил, что саентологическая организация имеет статус благотворительной. Однако 12 декабря 2014 года Верховный суд послал дело на дополнительное рассмотрение, отметив, что нижестоящий суд должен исследовать, соблюдается ли требование, предъявляемое к благотворительным организациям: общественные интересы должны быть затронуты как минимум в той же мере, что и частные.

### США
Основная статья: Саентология в США

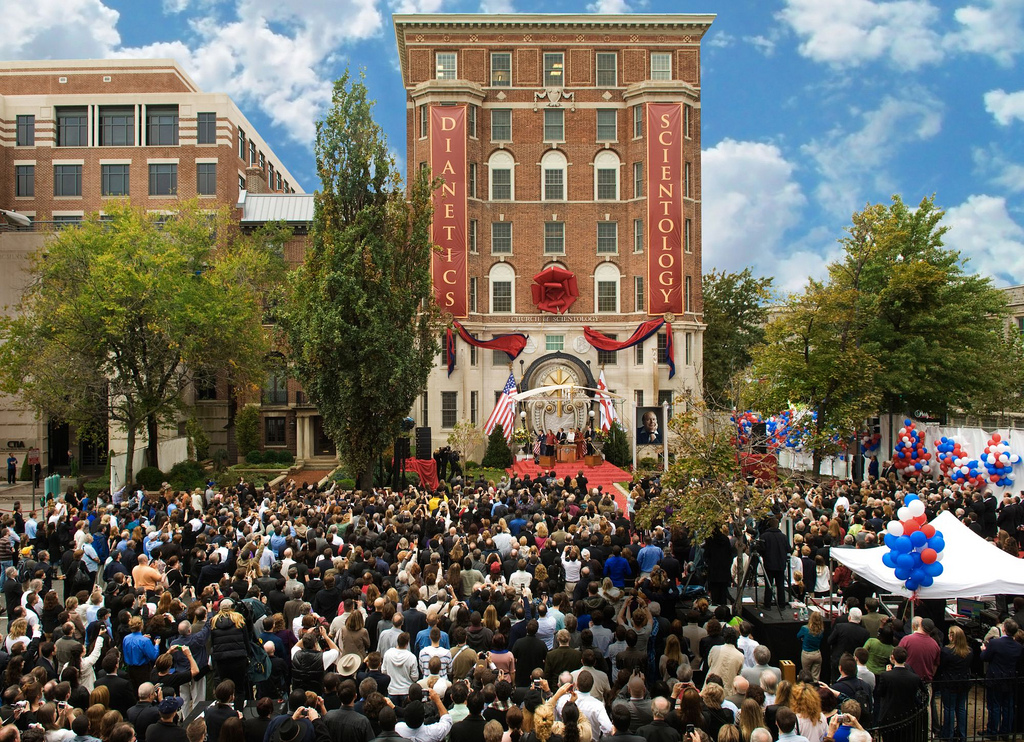
Саентологическая церковь в Вашингтоне, США

В 1957 году Церковь саентологии получила официальный статус религиозной организации и была освобождена от налогов. Однако в 1967 году Налоговое управление США аннулировало этот статус, в ответ Церковь саентологии начала сотни судебных разбирательств, пытаясь вернуть его. Члены Церкви саентологии подали тысячи исков против Налогового управления по всей стране. В конце концов через 40 лет после возникновения организации в октябре 1993 года Налоговое управление вернуло Церкви саентологии и всем связанным с ней организациям по улучшению общества статус благотворительных и освободило их от налогов. Государственный департамент США официально осуждает отказ некоторых европейских стран (включая Германию и Францию) признавать саентологию религией и называет действия этих стран религиозной дискриминацией.

### Франция
Основная статья: Саентология во Франции
Во Франции отсутствует система государственного признания религиозных объединений, и саентологические организации зарегистрированы как общественные организации согласно закону об ассоциациях 1901 года. Церковь саентологии во Франции освобождена от налогов, но её там описывают как секту. В 2009 году на саентологов наложили штраф по обвинению в мошенничестве и потребовали закрыть организации. Однако в этом же году в решении по делу «Центра знаменитостей» Парижа говорилось: «осуществление деятельности (саентологии) допустимо в рамках правовых норм», а последующие суды добавили к этому, что даже просить о роспуске юридического лица прокурор в то время (2009) не имел права. В 2015 году суд постановил, что Управление по борьбе с культами (UNADFI) должно выплатить представителям «Центра знаменитостей» Парижа компенсацию в несколько тысяч евро за причинённый ущерб. Несмотря на это, судебные разбирательства в отношении статуса саентологии продолжаются.

## Социальная деятельность
В саентологии считается, что ответственность каждого саентолога — не только улучшаться самому, но и улучшать общество. Многие последователи Церкви саентологии участвуют в благотворительных проектах: раздают брошюры о правах человека, читают лекции о вреде наркотиков, выезжают в места бедствий в качестве волонтёров и т. п. Достижение заявленных целей саентологии («цивилизация без безумия, без преступности и войн; где мир может процветать и где честные люди могут иметь права, и где человек свободен подняться до бо́льших высот») не требует, чтобы каждый человек стал саентологом, но требует активных действий по борьбе с болезнями общества — как через применение технологии Хаббарда, так и обычными средствами. Поэтому Церковь саентологии поддерживает светские «гуманитарные проекты» и «социальные программы», которые не требуют от участников становиться саентологами или даже разделять саентологические взгляды на жизнь[страница не указана 2335 дней]. «Гуманитарные проекты» — это просветительские кампании о вреде наркотиков, о Всеобщей декларации прав человека, движение саентологических волонтёров, а «социальные программы» — это реабилитация преступников и наркозависимых, повышение грамотности населения[страница не указана 2335 дней]. «Социальные программы» координирует основанная в 1988 году «Ассоциация по улучшению жизни и образования» , в неё входят «Нарконон», «Криминон», «Прикладное образование» и фонд «Дорога к счастью»; все они используют «технологии» Л. Рона Хаббарда исключительно в нерелигиозных благотворительных и просветительских целях[страница не указана 2335 дней].

## Отношения Церкви саентологии с иными религиозными объединениями
«Церковь саентологии» совместно с Международным обществом сознания Кришны создала Американскую конференцию по религиозным движениям (г. Роквилл, штат Мэриленд) (англ. American Conference on Religious Movements) для борьбы с ущемлением прав новых религиозных движений. Также участником организации является Церковь объединения производящая ежемесячный членский взнос в размере 3000 долларов.
27 февраля 1996 года Президент Правления «Саентологической церкви Москвы» Владимир Куропятник направил официальное письмо главе Церкви объединения Сан Мён Муну с выражением дружбы и предложением о сотрудничестве.
В 2019 году президент Индуистского культурного центра Ирландии Хемант Кумар заявил о тесном сотрудничестве с Церковью саентологии. В частности, саентологи предоставляли индуистам зал в своём общественном центре в Дублине для проведения крупных мероприятий по сбору пожертвований в пользу постройки первого индуистского храма в Ирландии.

## Отзывы и критика
Основная работа саентологов по привлечению новых членов сосредоточена вокруг вузовской молодёжи. Эту нишу они делят с мунитами и мормонами. С той же целью пропаганды доктрины Хаббарда саентологи используют свои центры по «излечению» («реабилитации») наркоманов и алкоголиков, а также оказывают консультационные услуги для предпринимательского сообщества через бизнес-школы. О том какие предоставляются консультационные услуги можно исходить основываясь на следующем изречений Рональда Хаббарда:

«Ваши бухгалтеры должны уметь избегать проблем с налогами. Независимо от того, есть ли у вас деньги или нет, у вас всегда будут проблемы с налогами, поскольку правительства безумны… Налоги существуют только для того, чтобы разрушать дело. Будьте нахальными. Становитесь богатыми и посылайте их ко всем чертям».
 Эксперты Государственной комиссии по делам религий при Президенте Киргизской Республики отмечают, что «данные призывы говорят о том, что сайентологию религией не назовёшь», указывают на то, что «у идеолога данного движения преследуются лишь корыстные цели, и причём он их активно пропагандирует».
В мае 1994 года в пресс-релизе Постоянной конференции министров внутренних дел Германии заявлялось: 

«Организация саентологов представляется органам внутренней безопасности, уполномоченным вести уголовные расследования и защищать общество, как организация, которая под прикрытием религиозного объединения соединяет в себе элементы экономической преступности и психотеррора в отношении собственных членов с хозяйственной деятельностью и сектантскими наклонностями. Основа её деятельности лежит в области экономической преступности. Вследствие этого государственные меры должны быть применены именно в этой области».
Религиовед, доктор философских наук старший научный сотрудник Института философии РАН Е. Г. Балагушкин считает, что Церковь саентологии представляет собой секту, общими чертами которой являются мистифицированная психотерапия, способность воздействия на духовно-психологическую и соматическую сторону индивида. Также он отмечает, что в саентологии «сильно упрощённая техника фрейдистского психоанализа сочеталась с мистифицированной, псевдонаучной фантастикой» Хаббарда. Он указывает на то, что Церковь саентологии имела самое большое число столкновений с законом и подвергалась критике со стороны врачей, крупных медицинских учреждений и органов государственной власти различных стран из-за шарлатанства оказании медицинской помощи больным и мошенничества при проведении учебных курсов и инструктажей.
Религиовед, доктор философских наук, академик РАН Л. Н. Митрохин отнёс Церковь саентологии к числу квазирелигиозных образований (культов, нетрадиционных религий, «тоталитарных сект»), а также определяет её как псевдорелигиозную.
Кандидат философских наук, доцент кафедры общего и стратегического менеджмента НИУ-ВШЭ (Нижегородский филиал) и кафедры общей социологии и социальной работы факультета социальных наук ННГУ им. Н. И. Лобачевского, эксперт по социальному воздействию Е. Н. Волков в своей статье «Преступный вызов практической психологии» называет «Церковь саентологии» «одним из наиболее известных деструктивных культов». По его словам, «Церковь саентологии» использует множество прикрытий и дочерних структур (центры Дианетики, Хаббард-колледжи, Нарконон и т. д.), чтобы уйти из-под контроля общественного мнения и ввести в заблуждение потенциальные жертвы.
Кандидат исторических наук, профессор кафедры мировой политики факультета мировой экономики и мировой политики НИУ ВШЭ Ф. В. Шелов-Коведяев относит сайентологию к псевдохристианским деструктивным сектам.
Кандидат исторических наук, доцент кафедры культуры и психологии предпринимательства ННГУ имени Н. И. Лобачевского А. Е. Чайковский, старший преподаватель кафедры истории и документоведения НГТУ имени Р. Е. Алексеева Н. А. Капочкина и кандидат исторических наук, доцент кафедры истории и документоведения НГТУ имени Р. Е. Алексеева М. С. Кудрявцев отнесли сайентологию к коммерческим и псевдонаучным культам.
Религиовед, доктор философских наук, профессор Академии ФСБ Э. Г. Филимонов определяет Церковь саентологии как одну из квазирелигий нового времени (new age).
Доктор исторических наук, профессор кафедры истории и регионоведения Томского политехнического университета Л. И. Сосковец относит Церковь саентологии к псевдорелигиозным организациям.
Религиовед, кандидат философских наук Г. А. Кукушкина считает, что Церковь сайентологии относится к новым религиозным движениям, которые требуют от своих приверженцев подчинения идеям культового лидера, контролируют действия и поступки адептов, применяют специальные методы борьбы с критиками саентологии, стремятся к финансовому росту своей организации, используют при этом кризисное психическое состояние и неосведомлённость адептов.
Депутат земельного парламента Северный Рейн-Вестфалия Марк Ратайчак считает: «Эта секта выманивает у людей деньги и занимается промыванием мозгов. Она никогда не будет признана в Германии церковью, поскольку практикует психотеррор».
Депутат земельного парламента Северный Рейн-Вестфалия Герхард Папке считает: «Вступая в контакт с саентологами, люди попадают в психическую и финансовую зависимость. Об этом постоянно предупреждают и эксперты, и правительство».
Религиовед, доктор философских наук, профессор и заведующий кафедрой религиоведения РГПУ имени А. И. Герцена А. Ю. Григоренко относит сайентологию к движению Нью эйдж.
Культуролог и социальный философ доктор философских наук профессор Казанского (Приволжского) федерального университета И. В. Комадорова отмечает по-поводу саентологии, что «имея жесткую иерархическую структуру, она (секта) превратилась в подавляющую диктаторскую систему, которая полностью подавляет психику человека, и ставит своей целью контроль над его психикой и, как следствие, над его финансами».
Заслуженный врач России, доктор медицинских наук, профессор кафедры криминалистики Военного университета Министерства обороны Российской Федерации, Главный научный сотрудник и руководитель Экспертного отдела Государственного научного центра социальной и судебной психиатрии им. В. П. Сербского Ф. В. Кондратьев определяет Церковь саентологии как «тоталитарный неокульт, настаивающий на своей религиозной сущности». Также он отмечает, что Церковь саентологии «является как бы эталонной моделью всех культовых новообразований тоталитарного толка».
Религиовед, доктор философских наук, заведующая кафедрой религиоведения исторического факультета Красноярского государственного педагогического университета Л. И. Григорьева указывает, что «проведённые в ряде стран государственные экспертизы показали антинаучность и разрушительное действие методологии Хаббарда на организм человека и его психику. В мировой научной литературе и в целом ряде судебных протоколов нашли отражение многочисленные случаи нанесения тяжелого ущерба здоровью пациентов вплоть до летальных исходов, случаи тяжёлого психического расстройства, доходящего до суицида».
Философ, доктор философских наук, доктор экономических наук, профессор А. И. Субетто определяет Церковь саентологии как «псевдоцерковь», которая «есть крупный представитель капиталократии, рвущейся к господству над миром». Он также отмечает, что «внутри самой себя система „Церкви саентологии“ есть корпоративный капитал, достаточно крупный, инкорпорированный в систему мировой финансовой капиталовласти. „Мессианство Хаббарда“ — де-факто есть мессианство от имени „Капитала-Бога“». Он указывает, что, согласно Хаббарду, «кто владеет капиталом, тот и владеет миром», поскольку «„деньги“ — главный инструмент к достижению состояния „владения“». Суббето приводит слова Хаббарда: «Делайте деньги, делайте больше денег, делайте ещё больше денег, заставляйте других работать, чтобы и они производили для вас деньги». Субетто делает вывод, что «этисуды» в системе хаббардизма есть своеобразный «кнут», предназначенный «подстёгивать членов организации», чтобы они как можно больше приносили денег в «организацию».

Доктор психологических наук, профессор и заведующий кафедрой психологии развития, декан психологического факультета Самарского государственного университета К. С. Лисецкий отмечал: 
Эта организация работает по принципу финансовой пирамиды, но единственное, что она продаёт людям, — это воздух, и на этом зарабатывает. Они предлагают своим «клиентам» социализацию, но социализацию, отличную от традиционной. Прежде всего, они способствуют тому, что человек отдаляется от своих родственников. Также обязательным условием становится деиндивидуализация человека. Он как бы теряет личностные особенности. Привычные ценности в их учении перевернуты. В этой организации прививаются иные модели социального поведения. Люди там разучиваются различать реальность и фантазию. Все сторонники этого учения, по моим наблюдениям, теряют чувство юмора, часто впадают в истерику и даже звереют при проявлении иронии в отношении их деятельности. Самое же главное: они превращаются в зомби, но не в управляемых, а в активно действующих. Одна моя студентка вместе с родственником попала в подобную организацию. Девушке с большим трудом удалось выбраться из неё. А вот родственнику не повезло. Наставники довели его до разорения. И по аналогичной схеме сторонники дианетики работают со всеми своими учениками. Так что не питайте иллюзий относительно нового центра и перед знакомством с организацией вооружитесь информацией о ней. 
Государственная комиссия по делам религий при Президенте Киргизской Республики указывала на то, что с 2008 года «начали поступать сведения из соответствующих государственных органов о деструктивной деятельности» Церкви саентологии, а также что «по данным Института философии и политико-правовых исследований Национальной академии наук Киргызской Республики, „Саентологическая церковь“ представляет реальную угрозу для духовного, экономического и социально-политического развития Киргизии» и что «сама деятельность вышеуказанной организации может оказать негативное воздействие на сложившийся баланс и толерантность основных религиозных конфессий, неправительственных организации, политических партий и структур государства».
В январе 2013 года онлайн-ресурс Atlantic Media был подвергнут критике за размещение на своём сайте статьи, рекламирующей Церковь саентологии. Несмотря на то, что Atlantic Media заявили, что статья представляла собой всего лишь «спонсорский контент», её пришлось убрать с сайта.

В апреле 2007 года на пресс-конференция «Влияние решения Европейского суда по правам человека по Саентологической церкви Москвы на религиозную свободу» состоявшейся в Центральном доме журналиста в Москве, член Комиссии по правам человека при Президенте Российской Федерации, председатель Московской Хельсинкской группы Людмила Алексеева отметила: «Решение суда на этот раз сняло подозрения с саентологов, и это очень важно ещё и потому, что саентологи у нас самые гонимые. Я очень рада, что Европейский суд вынес справедливое решение в отношении Саентологической церкви ещё и потому, что это было в отношении людей, которые сегодня во что-то в лучшем смысле верят. Саентологи с момента своего появления в стране все долгие годы самоотверженно занимались защитой прав человека, всегда поддерживали и поддерживают правозащитные инициативы, независимо от того, кого надо защищать». В свою очередь президент Ассоциации гуманизации правоприменительных органов, советник Уполномоченного по правам человека в Российской Федерации Валерий Габисов там же заявил:
Это неполитическая организация, что очень важно, у неё нет никаких политических амбиций. Это некоммерческая организация, что тоже очень важно, потому что в общественном мнении среднего россиянина четко запечатлелось, что саентология — это «пирамида», что принципиально не так. Мы готовы помочь саентологам развеять этот и подобные мифы. … То, что саентологи ни на чем не делают коммерции, надо четко дать понять и власти, и обществу. Но самое главное, что они предложили новые социальные технологии — то есть то, что давным-давно ищут в России все, кому не лень. Эти технологии пришли в виде учения саентологии. Ну и что, что она — религия? Хаббард придумал гениальную схему, которая стала называться церковью. Но ведь вся религия саентологов построена на идеологии здравого смысла. Может быть, саентологам просто более комфортно так себя называть, но суть от этого не меняется. По моему мнению, Саентологическая церковь Москвы — это общественная организация высочайшего уровня — по уровню организованности с ней не сравнится ни одна из тех, которые приходилось встречать во всей России. … К сожалению, столь отлаженную технологию в нашем государстве пытаются каким-то образом долгое время не замечать.
Доктор социологических наук, кандидат философских наук, профессор, заведующий кафедрой философии Ленинградского государственного университета имени А. C. Пушкина М. Ю. Смирнов характеризует саентологию так:
По поводу религиозного характера саентологии продолжаются дискуссии в научной (религиоведческой) литературе, в публицистике и конфессиональных изданиях. Сам факт этих дискуссий свидетельствует о различии в критериях отнесения того или иного учения к разряду религиозных, что не может быть аргументом против религиозной самоидентификации последователей саентологии. Предпринятый анализ позволяет классифицировать это учение и обусловленное им объединение последователей как «new religious movement / новое религиозное движение» (НРД). … Критика саентологии, даже если она носит обвинительный характер, признаёт, что это учение содержит собственную картину мира, объяснение человеческой природы и смысла человеческого существования, то есть обладает чертами, присущими большинству религиозных учений.
Религиовед, доктор философских наук, профессор, заведующая сектором новых религий Института философии им. Сковороды НАН Украины Л. А. Филиппович отмечает:
Как современное религиозное новообразование, саентология предлагает собственную мировоззренческую модель, которая как можно больше удовлетворяла бы мировоззренческие потребности современного человека, саентология сознательно не использует тех мировоззренческих базовых идей, которые в той или иной степени противоречат современным научным знаниям или не приносят непосредственной общественно-мировоззренческой пользы.
Лингвист, философ и психоаналитик профессор Джорджес-Элиа Сарфати в статье по поводу контроля за сектами в Германии заявил:
…причина того, что последователи саентологии до сих пор подвергаются дискриминации, кроется в незнании её этических основ — её универсализма и её нравственных устремлений. Уже давно саентология не является сектой в том смысле, в каком утверждают её противники.
Оригинальный текст (англ.)"...in terms of Scientology’s appreciation, it is ignorance of its ethical foundations – of its universalism and its moral aspirations – that is the cause of the continuation of the damage....It has been a long time since Scientology was no longer a cult in the sense that is claimed: only its detractors fan the flames, with the spirit of malicious continuation, of which we are aware."
Профессор религиоведения Университета штата Огайо Хью Урбан утверждает, что саентология — одна из самых непостижимых и наименее по́нятых среди новых религий.
Уполномоченный по религиозным и идеологическим вопросам федеральной земли Тироль Питер Шульте в своей книге о саентологии в Германии пишет о выводах, к которым пришли участники исследовательского проекта, начатого по инициативе Комиссии по расследованию сект правительства Германии. Эксперты должны были изучать методы манипулирования, применяемые к «членам секты»:
Команда экспертов пришла к заключению: во-первых, само по себе членство в так называемой секте не приносит вреда; напротив, в некоторых случаях, когда речь идёт о личных проблемах, наблюдается даже улучшение состояния. Во-вторых, стало очевидно, что любой может покинуть секту в большинстве случаев без затруднений и без необходимости в помощи извне. Существующие представления о том, что люди попадают в секту под воздействием обмана и техник манипуляции и могут выйти оттуда только с помощью грубого «депрограммирования» необходимо пересмотреть. Обращение человека в религиозное меньшинство следует рассматривать как самостоятельное решение; членство в этой группе может даже принести положительный эффект, и любой может покинуть её совершенно свободно.
Оригинальный текст (англ.)The research team came to a conclusion that: firstly, membership in a so-called sect [Sekte, whose most appropriate English translation is “cult”] per se had no harmful effects, and in fact it often had even a therapeutic function in the case of personal problems. Secondly, it became clear that people could leave a sect mostly without problems and without outside help. The notions that circulated in the public, namely that people are being deceived into sect membership as victims of skilled manipulation techniques and can only be freed by brutal ‘deprogramming,’ needed to be corrected in the light of these findings: the conversion to a religious minority must be regarded as a self-directed decision; membership can even have beneficial effects and members can exit just as freely.

## Научная литература
на русском языке
- Анти-Саентология. Критика доктринальных основ и технологий хаббардизма / Ред. и сост. А. А. Скородумов, А. Н. Швечиков. Гл. ред. А. И. Субетто. — СПб.: Изд. Центр СПбГМТУ, 1999. — 306 с.
- Балагушкин Е. Г. Критика современных нетрадиционных религий (истоки, сущность, влияние на молодёжь Запада). — М.: Изд-во МГУ, 1986. — 286 с. — 12 300 экз.
- Беспаленко П. Н., Римский В. П. Политико-идеологические и социокультурные основания типологии нетрадиционных религий // Известия Тульского государственного университета. Гуманитарные науки. — Тула: Тульский государственный университет, 2009. — № 1. — С. 3—13.
- Жуковец О. Ю. Новые религиозные движения в России: Саентологическая церковь, Церковь объединения, Российское общество сознания Кришны // Культура и Религия. — 2012. — № 1(05). — С. 1—19.
- Зудов Е. В. Трансформация восточных религиозно-философских идей в новых религиозных движениях // Вестник Томского государственного университета. — 2014. — № 384. — С. 47—49.
- Кондратьев Ф.В. Судьбы больных шизофренией: клинико-социальный и судебно-психиатрические аспекты / под редакцией проф. В. С. Ястребова. — Изд-во Юстицинформ, 2010. — 402 с. — 300 экз. — ISBN 978-5-9977-0014-9.
- Кравчук В. В. Государство и церковь во Франции: отношение к новым религиозным движениям // Религия, государство, Церковь в России и за рубежом: информационно-аналитический бюллетень. — М.: РАГС при Президенте РФ, 1997. — № 2. — С. 114—120.
- Кукушкина Г. А. Церковь саентологии: основы вероучения, культовая и внекультовая практика (Социально-философский анализ) / : Дис. ... канд. филос. наук : 09.00.13. — М.: Рос. акад. гос. службы при Президенте РФ, 2003. — 152 с. Архивировано 30 марта 2013 года.
- Мирошникова Е. М. Государство и нетрадиционные религиозные движения в ФРГ  (характер взаимоотношений  и  тенденции развития в последнее десятилетие). — Тула: Изд-во ТГПУ имени Л. Н. Толстого, 1997. — 114 с.
- Митрохин Л. Н. Религиозная ситуация в современной России // Социологические исследования. — М.: Институт социологии РАН, 1995. — № 11. — С. 79—81. Архивировано 8 июня 2014 года.
- Моран Г. С испанской точки зрения // Религия и права человека: На пути к свободе совести. Вып. 3 / Сост. Л. М. Воронцова, А. В. Пчелинцев, С. Б. Филатов; Под общ. ред. С. Б. Филатова. — М.: Наука, 1996. — С. 92—94. — 537 с.
- Панин С. А., Козлов М. В. Религиоведческая экспертиза в России: проблемы и перспективы // Религиоведение. — 2016. — № 1. — С. 77—109. — ISSN 2072-8662.
- Папастасис Х. К. Государственно-церковные отношения в Греции // Мировой   опыт   государственно-церковных отношений : Учебн. пособие / Под общ. ред. д. ф. н., проф. Н. А. Трофимчука. — 2-е изд., дополн. и перераб.. — М.: Изд-во РАГС при Президенте РФ, 1999. — С. 150—154.
- Петрик В. М. Церква сайєнтології // Людина і світ. — 2000. — № 4. — С. 39—43.
- Религиозные организации // Россия. Электронный энциклопедический словарь. — М.: Энциклопедия.
- Смирнов М. Ю. Религиозная идентичность последователей саентологии в Санкт-Петербурге // Вестник Ленинградского государственного университета им. А.С. Пушкина. — 2014. — Т. 2, № 1. — С. 89—102.
- Сосковец Л. И. Религия и церковь в постсоветское время: тенденции и противоречия // Известия Томского политехнического университета. — Томск: ТГПУ, 2003. — Т. 306, № 5. — С. 129—132. — ISSN 1684-8519.
- Субетто А. И. Капиталократия и глобальный империализм. — СПб.: «Астерион», 2009. — 572 с.
- Тимощук А. С., Федотова И. Н., Шавкунов И. В. § 13. Сайентология // Введение в религиоведение: Учеб. пособие. — Владимир: ВЮИ ФСИН России, 2011. — С. 141—144. — 153 с. — 500 экз.
- Филимонов Э.Г. Церковь саентологии // Религии народов России: Словарь / Ред-кол. Мчедлов М. П. (отв. ред.), Аверьянов Ю. И., Басилов В. Н. и др.. — 2-е изд., и доп.. — М.: Республика, 2002. — 624 с. — ISBN 5-250-01818-1.
- Чотаев З. Д., Исаева Г. К., Турсунбеков З. А., Шамралиев Н. Б., Джунушалиева Э. С., Сманова Н. Т., Гайббаева А. Т. Государство и религия: методическое пособие / Под общ. ред. О. А. Молдалиева. — Бишкек: Государственная комиссия по делам религии при Президенте Кыргызской Республики, 2015. — 38 с. — ISBN 978-9967-04-684-9. Архивировано 10 июня 2016 года.

на других языках
- Melton, J. G. The Church of Scientology (Studies in Contemporary Religions). — Signature Books/CESNUR, 2000. — ISBN 1560851392.
- Urban H.[англ.]. The Church of Scientology: A History of a New Religion. — Princeton: Princeton University Press, 2011. — 268 p. — ISBN 978-0-691-14608-9.
- James R. Lewis. Handbook of Scientology. — Brill Handbooks on Contemporary Religion. — BRILL, 2017. — 620 с. — ISBN 9004330542. — ISBN 9789004330542.
- Scientology (англ.) / Ed. James R. Lewis. — Oxford University Press, 2009. — 464 p. — ISBN 978-019-533149-3.
- Donald Westbrook. Among the Scientologists: History, Theology, and Praxis (англ.). — Oxford University Press, 2018. — 336 p. — ISBN 0190664975. — ISBN 9780190664978.
- Margarita Markoviti. The ‘filtering effects’ of ECtHR case law on religious freedoms: legal recognition and places of worship for religious minorities in Greece (англ.) // Religion, State and Society. — 2017. — Т. 45, вып. 3—4. — С. 268—283. — ISSN 1465-3974.
- Jeffrey Kaplan. New Religious Movements and Globalization // Introduction to New and Alternative Religions in America / Eugene V. Gallagher, W. Michael Ashcraft (Eds.). — Greenwood Publishing Group, 2006. — С. 84—125. — ISBN 9780275987176.
- Kyriakos N. Kyriazopoulos. The Legal Treatment of Scientology’s Church in Greece (англ.) // London School of Economics, 2001 International Conference: Religious Pluralism and Globalization in the 21st Century. — 2001. — Апрель.
- Handbook of Religion and the Authority of Science / Eds. James R. Lewis, Olav Hammer. — Brill Academic Publishers, 2010. — 924 p. — (Brill Handbooks on Contemporary Religion). — ISBN 978-90-04-18791-7.
- Mikael Rothstein. Science and Religion in the New Religions // The Oxford Handbook of New Religious Movements (англ.) / Ed. James R. Lewis. — Oxford University Press, 2004. — 550 p. — ISBN 9780195369649.
- Richard T. Schaefer, William W. Zellner. Extraordinary Groups: An Examination of Unconventional Lifestyles. — Waveland Press, 2011. — 401 p. — ISBN 978-1-4786-3002-9.
- Marshall, Gordon. In praise of sociology. — Routledge, 1990. — ISBN 978-0-04-445687-2.
- Палмер, Сьюзан. The New Heretics of France: Minority Religions, la Republique, and the Government-Sponsored War on Sects (англ.). — Oxford University Press, 2011. — 272 p. — ISBN 0199875995. — ISBN 9780199875993.
- Scientology in Popular Culture: Influences and Struggles for Legitimacy / Eds. Stephen A. Kent, Susan Raine. — Praeger, 2017. — 373 p. — ISBN 9781440832499.
- "Scientology" by Eugene V. Gallagher // Encyclopedia of Religion in America / Ed. Charles H. Lippy and Peter W. Williams. — Washington, DC: CQ Press, 2010. — Т. 4.
- Peter Schulte. The Scientology File: The Secret Documents of Germany’s Federal Government. — Malters, Switzerland: PI–Verlag, Wissen und Leben GmbH, 2017. — 211 с. — ISBN 978-3-9524902-1-1.
- Robert Van Voorst[англ.]. RELG: World. — Cengage Learning[англ.], 2014. — 384 p. — ISBN 9781285434681.

## Публицистика
на русском языке
- Герасименко О. М. История сайентологии в России // GQ. — 11.12.2012. Архивировано 13 декабря 2015 года.
- Иваненко С. И. О чём молчат саентологи или о некоторых особенностях религиозных убеждений последователей саентологии. — М.: Древо жизни, 2016. — 112 с. — ISBN 978-5-91470-087-1.
- Лункин Р. Н. Интервью: Профессор Российской академии государственной службы (РАГС), доктор философских наук Михаил Шахов о французской модели государственно-церковных отношений и проблеме «сект» // www.portal-credo.ru : сайт. — 29.07.2009.
- Снегирёв, Юрий. Оценка у Рона. Корреспондент "Российской газеты" попытался "сделать карьеру" у сайентологов // "Российская газета" — Федеральный выпуск. — 14.05.2015. — № 6674 (103).
- Холмогоров Е. С. Хроника: международный христианский семинар «Тоталитарные секты в России» // Альфа и Омега. — 1994. — № 2. — С. 138—161.
- Штерин М. С. Религиозный плюрализм и новые религии в Англии // Индекс/Досье на цензуру. — 2000. — № 11. — С. 132—145.

на других языках
- Wright L. Scientology Book Excerpt: 'The Church Had John Travolta Trapped' // The Hollywood Reporter. — 01.09.2013.

## Экспертизы
- Кондратьев Ф. В., Бойко Ю. П., Лазебник Л. Б. и др. Заключение комплексной медицинской экспертизы по Гуманитарному Центру Хаббарда // Государственный научный центр социальной и судебной психиатрии имени В. П. Сербского. — 1999. — 30 июня. Архивировано из оригинала 20 января 2014 года.
- Бурковская В. А., Железнов Т. В. и др. Экспертное заключение // Экспертный совет по проведению государственной религиоведческой экспертизы при Министерстве юстиции Российской Федерации по г. Москва. — 22.08.2013. (копия (недоступная ссылка))

## Решения судов
- Федин А. И., Меркулов В. П., Назарова А. М. Определение апелляционной коллегии Верховного Суда Российской Федерации по делу № АПЛ13-324. — Верховный Суд Российской Федерации, 25.07.2013.

### Официальные источники
- Саентологическая церковь Москвы — сайт Саентологической церкви города Москвы
- Международная церковь саентологии — русскоязычный сайт организации
- Church of Scientology, Flag Service Organization — Scientology Clearwater — сайт организации в США

### Противники
- Сайт общественного объединения «Единство» с разоблачительными материалами по саентологии  (недоступная ссылка с 26-02-2018 [2716 дней]) Архивировано 1 июля 2010.
- Журналист Дарья Варновская о своём внедрении в церковь саентологии на YouTube
- Луи Теру: Мой фильм о саентологии | Документальный фильм Би-би-си на YouTube

### Противники в других течениях саентологии
- Сайт сторонников Свободной зоны с критикой ЦС